# Seznam postav série Nadace
Abecední seznam literárních postav vyskytujících se v sci-fi sérii Nadace amerického spisovatele Isaaca Asimova. Celkem se v sérii Nadace vyskytuje více než 200 postav.

## A. Kendray
Úředník na kosmické stanici planety Comporellon.
A. Kendray vystupuje v těchto dílech:
- Nadace a Země

## Agis VI.
Císař Galaktické říše, vládl po dobu 42 let kolem roku 10 050 galaktické éry. Udržoval pořádek v prosperující říši pevnou, nikoli tyranskou rukou .
Agis VI. vystupuje v těchto dílech:
- A zrodí se Nadace

## Agis XIV.
Císař v době, kdy Galaktická říše je v pokročilém rozkladu (odhadem 12 048 – 12 065 galaktické éry) a Hari Seldon v pokročilém věku. Vzdálený příbuzný Cleona I. Příjemný a sympatický muž, ačkoli nemusí zaujmout na první pohled. Hari Seldon jej navštíví s prosbou o dotaci pro svůj psychohistorický projekt, ale Agis mu nemůže finance poskytnout. Přesto se z nich stanou přátelé, a Agis posléze poskytne Seldonovi pomoc při pátrání po zmizelé rodině.
Agis XIV. vystupuje v těchto dílech:
- A zrodí se Nadace

## Alban Wellis
Důstojník Císařské gardy, má za úkol doprovodit Hariho Seldona k audienci u císaře Cleona I. v roce 12 020 galaktické éry poté, co se o Seldonovi císař dozví od svého Ministra pro vědu.
Alban Wellis vystupuje v těchto dílech:
- Předehra k Nadaci

## Alem
Mladý výrostek, společně s Marbiem napadnou Hariho Seldona (a s ním Chettera Hummina) během jeho pobytu na Trantoru. Seldon s Humminem se napadení ubrání.
Alem vystupuje v těchto dílech:
- Předehra k Nadaci

## Ammel Brodrig
Osobní tajemník císaře Cleona II. Podlý a krutý člověk schopný všeho, jeho jediným zájmem je osobní profit. Je pověřen Císařem dohledem nad mladým generálem Belem Riosem ve válce s Nadací. Místo toho s ním uzavře výhodný pakt a společně dosahují výrazných úspěchů a zisku. To se stane předmětem závisti a zášti u císařského dvora a oba dva jsou odvoláni a popraveni. Nadace, která ve válce prohrávala tak opět přežila.
Ammel Brodrig vystupuje v těchto dílech:
- Nadace a Říše

## Ankor Jael
Kolem roku 155 éry Nadace ministr školství na Terminu. Jeho odvolání zařídil Jorane Sutt. Jael spojil své síly s Hoberem Mallowem.
Ankor Jael vystupuje v těchto dílech:
- Nadace

## Anselm haut Rodric
Kolem roku 50 éry Nadace podprefekt pluemský a zvláštní vyslanec jeho Výsosti krále anacreonského (plus 6 dalších titulů). Slovo haut v jeho jméně vypovídá o šlechtickém původu. Přiletí na Terminus před blížící se první Seldonovou krizí vyjádřit nároky Anacreonu na Terminus. Když zjistí, že planeta neoplývá nerostným bohatstvím ani žádnými ostatními významnými hmotnými lákadly, předhodí možnost zabrání půdy pro anacreonskou šlechtu.
Anselm haut Rodric vystupuje v těchto dílech:
- Nadace

## Arkadie Darellová
Vnučka Bayty Darellové, spisovatelka, autorka románů "Odemčené paměti" a "Nekonečnost času". Kromě fikce se proslavila i biografií své babičky Bayty Darellové. Byla uváděna jako hlavní zdroj informací o Mezkovi a jeho době .
Arkadie bydlela se svým otcem Toranem Darellem II. na adrese Channel Drive 55, Stanmark, Terminus. Vábila ji dobrodružná výprava do vesmíru a tak se vpašovala na loď Homira Munna a odletěla s ním na Kalgan. Zde si ji vyhlédl místní vládce Lord Stettin, Arkadii se podařilo i s pomocí Lady Callie utéci. Na kosmodromu se jí ujme Preem Palver se ženou a společně odletí na Trantor, zatímco Homir Munn zůstává v zajetí Lorda Stettina.
Arkadie Darellová vystupuje v těchto dílech:
- Druhá Nadace

## Asper Argo
Komdor Korellu, vládce planety. Snaží se bránit vlivu Nadace, obchod je striktně omezen a misionářská činnost zakázána. Ačkoli je Argo
dost ovládán svou ženou Licií, nezávislému kupci Hoberu Mallowovi se podaří s ním dohodnout podmínky obchodu.
Asper Argo vystupuje v těchto dílech:
- Nadace

## Bail Channis
Bail Channis je mladý ambiciózní muž, jehož vyšle Mezek do vesmíru pátrat po Druhé Nadaci. Společně s ním letí i Han Pritcher. V průběhu akce vyjde najevo, že Bail Channis je agentem Druhé Nadace a má za úkol vylákat Mezka i s jeho flotilou na Tazendu, což se mu podaří. I když Mezek zničí Tazendu, je zneškodněn Prvním Mluvčím a nepředstavuje již hrozbu pro Seldonův plán, na jehož realizaci dohlížejí mentalici z Druhé Nadace.
Bail Channis vystupuje v těchto dílech:
- Druhá Nadace

## Bayta a Toran Darellovi
Bayta a Toran Darellovi jsou manželé. Toran je kupec narozený na planetě Haven, oženil se s Baytou z První Nadace, jejímž předkem byl Hober Mallow . Jsou vysláni vládou Nezávislých obchodních světů na planetu Kalgan, aby vládě zajistili případnou podporu Mezka. Na Kalganu zachrání drobného muže zvaného "Magnifico" a vrátí se na Terminus. Ten padne do rukou Mezka a tak jsou společně s Eblingem Misem nuceni prchnout na Haven a posléze na Trantor. Zde se Ebling Mis pokouší rozluštit polohu skryté Druhé Nadace (je pod psychickou kontrolou Mezka). Bayta zjistí, že Mezek je Magnifico a zastřelí Eblinga Mise, aby nestihl vyzradit tuto informaci a stane se hrdinkou První Nadace. Má s Toranem syna Torana Darella II a dceru Arkady Darellovou.
Bayta a Toran Darellovi vystupují v těchto dílech:
- Nadace a Říše
- Druhá Nadace – zmínka

## Bel Arvardan
Významný archeolog z počátků první Galaktické říše. Tvrdil, že Země se nachází v sektoru Siria. Na planetě Comporellon je oslavován jako lidový hrdina .
Bel Arvardan vystupuje v těchto dílech:
- Nadace na hranicích – zmínka

## Bel Riose
Bel Riose je mladý ambiciozní 34letý generál Galaktické říše za vlády Cleona II . Vede vojenské tažení proti První Nadaci. Vytvoří výhodné partnerství s Ammelem Brodrigem, ale nakonec je odvolán pro podezření z vlastizrady a popraven. Svou vojenskou kariéru zahájil 10 let předtím jako kadet gardového pluku. U hvězdokupy Lemul zachránil dvě bitevní lodě před čelní srážkou a byl za to povýšen na kapitána lodi. Jeho oficiální titul je „šlechtic Říše a generál třetí třídy vojska Jeho císařského Veličenstva“.
Bel Riose vystupuje v těchto dílech:
- Nadace a Říše

## Bellis Seldon
Druhá dcera Raycha Seldona a Manelly. Narodila se, když bylo její sestře Wandě 12 let.
Bellis Seldon vystupuje v těchto dílech:
- A zrodí se Nadace

## Blissenobiarella (Bliss)
Rozvážná vnímavá mladá žena, která často popouzí Golana Trevizeho, neboť je součástí planety Gaia a disponuje mimořádnými vlastnostmi, což Trevizeho mimoděk zneklidňuje. Sblížila se s Janovem Peloratem, jenž její city opětuje. Díky svým telepatickým schopnostem zajišťuje bezpečnost výpravy během pátraní po planetě Zemi, několikrát zachrání svým kolegům život a taktéž zachrání solarijské dítě Fallom před jistou smrtí, když ji vezme s sebou na palubu vesmírné lodi FS Vzdálená hvězda.
Bliss vystupuje v těchto dílech:
- Nadace na hranicích
- Nadace a Země

## Bor Alurin
Mentalik, jehož Wanda Seldon a Stettin Palver potkají v trantorském sektoru Ery. Alurin se připojí k psychohistorickému projektu a zatímco zmíněná dvojice vytvoří základy Druhé Nadace, on odcestuje na Terminus jakožto jediný psycholog na této planetě.
Bor Alurin vystupuje v těchto dílech:
- A zrodí se Nadace

## Callia
Družka kalganského vládce – Prvního Občana Svazu světů Lorda Stettina. Je poněkud silnější postavy, budí zdání naivní dámy, ale ve skutečnosti je členkou Druhé Nadace.
Callia vystupuje v těchto dílech:
- Druhá Nadace

## Casilie Tisalverová
Manželka Jirada Tisalvera. Spolu mají dceru. V domácnosti má hlavní slovo, manžel se jí podřizuje. Považuje se za dahlanskou střední třídu a pěstuje si četné sociální předsudky vůči nižším společenským třídám. Udá Hari Seldona a Dors Venabili (tou dobou své hosty) císařské policii.
Casilie Tisalverová vystupuje v těchto dílech:
- Předehra k Nadaci

## Cenn
Velitel nadační letky Třetí flotily během bitvy o Quoriston mezi silami Nadace a kalganským Lordem Stettinem. Je vyslán kapitánem Dixylem na obchvat kalganské flotily a útok z týlu. Tento manévr společně s několika dalšími faktory přinese První Nadaci vítězství.
Cenn vystupuje v těchto dílech:
- Druhá Nadace

## Chetter Hummin
Chetter Hummin je trantorský novinář, který se ujme Hariho Seldona a přiměje ho k realizaci psychohistorie (přes původní Seldonův skepticismus). Snaží se v Seldonovi vzbudit pocit pronásledování císařským Prvním ministrem Eto Demerzelem, jemuž má jít čistě o zájmy vlády. Vyjde najevo, že Hummin i Demerzel jsou jedna a tatáž osoba – robot R. Daneel Olivaw.
Chetter Hummin vystupuje v těchto dílech:
- Předehra k Nadaci

## Cindy Monay
Nematematická pracovnice v projektu psychohistorie Hari Seldona. Pracovala zde již jako praktikantka a poté studovala radiační fyziku na Streelingské univerzitě. Podle teoretických podkladů Tamwile Elara zkonstruovala přístroj zvaný elektročistič, jenž usnadňuje matematikům výpočty.
Cindy Monay vystupuje v těchto dílech:
- A zrodí se Nadace

## Civ Novker
Právník Hari Seldona (a posléze i Stettina Palvera) v období, kdy byl Hari Seldon vláčen po soudech (kolem roku 12 058 galaktické éry).
Civ Novker vystupuje v těchto dílech:
- A zrodí se Nadace

## Cleon I.
Císař první Galaktické říše, za jehož života pracoval Hari Seldon na psychohistorii. Cleon I. mu prostřednictvím Eta Demerzela poskytoval podporu. Encyclopedia Galactica uvádí, že byl posledním císařem, za jehož vlády byla první Galaktická říše ještě relativně jednotná a prosperující (což je velkou měrou zásluha Eta Demerzela). Patřil k Entunské dynastii (jeho otcem byl Stanel VI.), narodil se v roce 11 988 galaktické éry a na trůn usedl ve svých dvaadvaceti letech v roce 12 010 galaktické éry .
Ve svých 32 letech má zavalitější postavu a měří 1,81 m. Právě v tomto věku se poprvé setká s Hari Seldonem (toto setkání iniciuje Eto Demerzel).
Cleon I. vystupuje v těchto dílech:
- Předehra k Nadaci
- A zrodí se Nadace

## Cleon II.
Poslední silný císař První Říše, jeho význam spočívá v renesanci politiky a umění, jež nastala za jeho vlády. Jeho pradědeček byl pirátským vládcem málo významné planety. Jeho otec tvrdě potlačoval vzpoury v Říši a docílil tak míru a jednoty, která panovala za vlády císaře Stannela VI . Cleonův generál Bel Riose vedl válku proti První Nadaci, ale společně s císařovým osobním tajemníkem lordem Ammelem Brodrigem upadl v nemilost a byl popraven. Po smrti Cleona II. se Říše octla v občanské válce.
Cleon II. vystupuje v těchto dílech:
- Nadace a Říše

## Clowzia
Trantorská stážistka u meteorologického týmu doktora Jennara Leggena (kolem roku 12 020 galaktické éry). Při jednom z výstupů na kopuli nad trantorskou Streelingskou univerzitou, kterého se účastní i Hari Seldon jej zasvěcuje do všelijakých souvisejících věcech týkajících se této činnosti. Vzhledem k tomu, že pochází z Trantoru, musí překonávat agorafobii – strach z otevřených prostranství, která je vrozená u většiny Trantořanů (neboť již přivykli životu pod kopulemi a v podzemí).
Clowzia vystupuje v těchto dílech:
- Předehra k Nadaci

## Cosker
Cosker je zřejmě zástupce trantorského farmářského družstva, ale může být i členem Druhé Nadace.
Cosker vystupuje v těchto dílech:
- Druhá Nadace – zmínka

## Dagobert IX.
Císař zbytku první Galaktické říše kolem roku 300 éry Nadace. Sídlí na planetě Neotrantor (tato malá planeta dříve známa jako Delicass byla přejmenována po Velkém drancování), kam se musel uchýlit se svou rodinou poté, co vypuklo povstání vedené Gilmerem a známé jako Velké drancování.
Dagobert IX. vládne dvaceti nepříliš významným světům s odbojnou venkovskou šlechtou . O audienci jej požádají Ebling Mis s Baytou a Toranem Darellovými, kteří žádají povolení o vstup do Galaktické knihovny na Trantoru. Dagobert IX. je již stár a senilní a tak Bayta použije malou lest k získání jeho podpisu, protože jinak by se mohla formalita neúnosně protáhnout a takto ztracený čas by mohl rozhodnout o konečné zkáze Nadace.
Dagobert IX. má syna, jenž jej nemá v lásce a čeká, až po něm bude moci převzít trůn.
Dagobert IX. vystupuje v těchto dílech:
- Nadace a Říše

## Daluben IV.
Daluben IV. byl císař Říše, za jehož vlády žil Hari Seldon, tvůrce psychohistorie.
Daluben IV. vystupuje v těchto dílech:
- Nadace a Říše – zmínka

## Davan
Davan pochází z trantorského sektoru Dahl. Chce bojovat proti sociální nespravedlnosti, pomocí solidarity sjednotit trantorskou spodní třídu a vyvolat protesty. Po Hari Seldonovi a Dors Venabili žádá, aby se připojili k jejich hnutí jako vůdci. Hari Seldon přislíbí pouze neurčitou pomoc, pokud se mu podaří vyvinout psychohistorii. Davan oběma vědcům ještě jednou pomůže při jejich útěku před císařskou policií, když zprostředkuje kontakt se starostkou Wye Rashelle I.
Davan vystupuje v těchto dílech:
- Předehra k Nadaci

## Delora Delarmiová
Delora Delarmiová je Mluvčí Druhé Nadace, doufá, že se stane První Mluvčí poté, co se jí podaří vymanévrovat současného Prvního Mluvčího Quindora Shandesse a s podporou zbývajících Mluvčích porazit Shandessového chráněnce Stora Gendibala. Navrhne vyslat Gendibala do vesmíru za účelem ochrany Druhé Nadace, přičemž by se elegantně zbavila úhlavního soka.
Delora Delarmiová vystupuje v těchto dílech:
- Nadace na hranicích

## Demen
Seržant na kosmické lodi "Vzdálená hvězda" Hobera Mallowa.
Demen vystupuje v těchto dílech:
- Nadace

## Dešťová kapka 43
Starší sestra Dešťové kapky 45 ze společenství v mykogenském sektoru na Trantoru. Je k službám Harimu Seldonovi a Dors během jejich pobytu v Mykogenu. Vezme Seldona na prohlídku mikrofarem, Hari Seldon se touží dozvědět více o místní kultuře a historii a podaří se mu od ní získat Knihu – mykogenskou bibli, která oslavuje jejich pradávný svět Auroru.
Dešťová kapka 43 vystupuje v těchto dílech:
- Předehra k Nadaci

## Dešťová kapka 45
Mladší sestra Dešťové kapky 43 ze společenství v mykogenském sektoru na Trantoru. Je se svou sestrou k službám Harimu Seldonovi a Dors během jejich pobytu v Mykogenu, učí Dors přípravu mykogenského jídla.
Dešťová kapka 45 vystupuje v těchto dílech:
- Předehra k Nadaci

## Dixyl
Kapitán na nadační admirálské lodi Třetí flotily během bitvy o Quoriston mezi silami Nadace a kalganským Lordem Stettinem. Vyšle velitele Cenna na obchvat kalganské flotily a útok z týlu. Tento manévr společně s několika dalšími faktory přinese První Nadaci vítězství.
Dixyl vystupuje v těchto dílech:
- Druhá Nadace

## Dom
Dom je jeden z obyvatelů Gaie, planety s kolektivním vědomím. Objasňuje Golanu Trevizi a Janovovi Peloratovi některé záležitosti ohledně Gaie a záznamů určitých historických událostí před jejich výpravou za nalezením Země. Jeho jméno začíná "Endomandiovizamarondeyaso..." a obsahuje celkem 253 slabik. Je také tvůrcem participátoru, zařízení umožňujícího zostřené vnímání.
Dom vystupuje v těchto dílech:
- Nadace na hranicích
- Nadace a Země

## Dors Venabili
Historička na Streelingské univerzitě narozená na Cinně . Ve druhém roce pobytu na Trantoru se setká s Hari Seldonem. Chetter Hummin zařídí, aby se postarala o nadějného matematika s novou teorií psychohistorie. Dors se později stane manželkou Hariho Seldona. Nakonec vyjde najevo, že byla robotem. Její role byla chránit Hari Seldona za všech okolností. Zemře při odhalení spiknutí v samém srdci psychohistorického projektu.
Dors Venabili vystupuje v těchto dílech:
- Předehra k Nadaci
- A zrodí se Nadace

## Drawt
Nadporučík na kosmické lodi "Vzdálená hvězda" Hobera Mallowa.
Drawt vystupuje v těchto dílech:
- Nadace

## Ducem Barr
Ducem Barr je starý patricij, šestý syn Onum Barra, pochází ze Siwenny . V mládí byl střelcem v osobní flotile tyranského místokrále Siwenny, jehož později zavraždil. Po čtyřiceti letech jej kontaktuje Bel Riose, aby mu starý muž ze Siwenny pomohl identifikovat nepřítele Říše – Nadaci. Přinutí jej zúčastnit se vojenské mise proti Nadaci. Ducem Barr s Říší nesympatizuje, věří Seldonovu psychohistorickému plánu. Na lodi se seznámí s nezávislým kupcem Lathanem Deversem, jenž pracuje pro Nadaci a na lodi Říše sbírá informace o nepříteli. Ducem Barr společně s Deversem uprchnou a zamíří na hlavní říšskou planetu Trantor, aby se pokusili u Císaře označit Bela Riose za zrádce.
Ducem Barr vystupuje v těchto dílech:
- Nadace a Říše

## Dugal Tennar
Během desetiletého období vlády vojenské junty po vraždě císaře Cleona I. jeden z generálů u moci. Podsaditý muž s knírem a chladnýma modrýma očima.
Jeho poradce Hender Linn mu radí zbavit Seldona vedení v psychohistorickém projektu. Seldon je přesvědčen o nestabilitě vlády junty. Linn zprostředkuje Tennarovi schůzku se Seldonem, generál očekává nějaké výsledky bádání. Seldon mu poradí, aby zjednodušil přebujelý systém daní (řídil se psychohistorií) a vojenská junta zavede daň z hlavy, což je velmi nepopulární krok. Vypuknou nepokoje, které juntu smetou.
Dugal Tennar vystupuje v těchto dílech:
- A zrodí se Nadace

## Ebling Mis
Psycholog První Nadace, odhalí hrozící Seldonovu krizi. Doprovází Torana a Baytu Darellovi při jejich pátrání po Druhé Nadaci, která jediná může porazit Mezka. Jsou nuceni uprchnout na Trantor. Zde se Ebling Mis ponoří do archívů Galaktické Univerzity, aby našel vodítko či stopu vedoucí ke Druhé Nadaci. Pracuje natolik intenzivně, že jeho tělo chřadne (působí to i vliv Mezka na jeho mozek) a když se mu konečně podaří odhalit, co hledal, Bayta Darellová jej zastřelí, neboť rozpozná vysoké riziko prozrazení Druhé Nadace Mezkovi. Pokud by se tak stalo, hrozilo by ovládnutí obou Nadací Mezkem a zánik psychohistorického plánu Hariho Seldona.
Ebling Mis vystupuje v těchto dílech:
- Nadace a Říše

## Elvett Semic
Vyzáblý vysloužilý univerzitní profesor fyziky, patří do konspirační skupiny dr. Torana Darella II, jež hodlá odhalit Druhou Nadaci.
Elvett Semic vystupuje v těchto dílech:
- Druhá Nadace

## Emmer Thalus
Seržant ve službách starostky trantorského sektoru Wye Rashelle I. Má za úkol dopravit Hari Seldona z Dahlu do Wye. Má psychohistorika v úctě a když je mu později přikázáno zastřelit jej, rozkaz nesplní, za což zaplatí životem.
Emmer Thalus vystupuje v těchto dílech:
- Předehra k Nadaci

## Endor Levanian
Pilot letadla, který má za úkol přepravit Hariho Seldona a Dors mezi dvěma trantorskými sektory: ze Streelingu do Mykogenu.
Endor Levanian vystupuje v těchto dílech:
- Předehra k Nadaci

## Eskel Gorov
Vystupuje na planetě Askone jako nezávislý kupec Nadace, ale jeho pravým posláním je pokusit se změnit poměry na planetě ve prospěch Nadace. Je zatčen a uvězněn, na jeho záchranu je vyslán Linmar Ponyets.
Eskel Gorov vystupuje v těchto dílech:
- Nadace

## Eto Demerzel
Eto Demerzel je První ministr u císařského dvora. Sloužil za vlády Stanel VI. a jeho syna Cleona I. Pod jménem Eto Demerzel se skrývá robot R. Daneel Olivaw. Jeho snahou je podporovat vznik psychohistorie a tudíž drží ochrannou ruku nad Hari Seldonem. Po jeho odvolání se stává Prvním ministrem sám Hari Seldon.
Eto Demerzel vystupuje v těchto dílech:
- Předehra k Nadaci
- A zrodí se Nadace

## Evander Sopellor
Evander Sopellor je poručík První Nadace, má za úkol zajistit ozbrojený doprovod radního Trevize do jeho příbytku, kde na něj čeká starostka Harla Brannoová. Jedná na její přímé rozkazy, přestože jsou v rozporu se zákonem .
Evander Sopellor vystupuje v těchto dílech:
- Nadace na hranicích

## Fallom
Solarijské dítě, Banderův potomek s velkou zvídavostí a intelektem. Prahne po nových informacích, snadno a rychle se učí novým věcem. Oblíbí si Bliss a Pelorata, kteří se k němu chovají s láskou, Trevizeho nemá rádo, neboť on jí nedůvěřuje. I ona má ambice vyzkoušet řízení lodi FS Vzdálená hvězda, pro což nemá Golan Trevize pochopení.
Je hermafroditní, Pelorat s Bliss (kteří jej berou téměř za své) se dohodnou, že jej budou vnímat jako dívku. Bliss jej zachrání ze Solarie, jedné z izolovaných Intermitentních planet, kde se mělo stát nástupcem správce državy Bander. Zde mu hrozila bezprostřední smrt.
Svým zásahem do řízeni kosmické lodi nakonec zapříčiní kontakt s R. Daneelem Olivawem na měsíční základně.
Fallom vystupuje v těchto dílech:
- Nadace a Země

## Fennel Leemore
Fennel Leemore je dobrovolník, inženýr třetí třídy na lodi Nadace během války s Kalganem. Pochází z Locrisu, má ženu Millu a dvě dcery – Sunni a Tommu .
Fennel Leemore vystupuje v těchto dílech:
- Druhá Nadace

## Finangelos
Finangelos je student matematické katedry na Streelingské univerzitě na Trantoru, kde Hari Seldon působil určitou dobu jako profesor.
Finangelos vystupuje v těchto dílech:
- A zrodí se Nadace

## Franssart (Fran)
Tento hřmotný jednoruký muž je otcem Torana Darella. Na konferenci 27 Svobodných obchodních světů na planetě Radole zastupuje Fran svou planetu Haven v roli oficiálního delegáta.
Fran vystupuje v těchto dílech:
- Nadace a Říše

## Gaal Dornick
Mladý muž, který se připojí k psychohistorickému projektu 2 roky před Seldonovou smrtí v roce 12 067 galaktické éry. Pochází z planety Synnax. Zaznamená životopis Hariho Seldona.
Gaal Dornick vystupuje v těchto dílech:
- Nadace

## Gambol Deen Namarti
Zástupce Laskina Joranuma. Varuje jej před přílišnou důvěřivostí Raychu Seldonovi, vyjde najevo, že měl pravdu. Po neúspěšné snaze Joranuma svrhnout Eta Demerzela a jeho vyhnanství je to Namarti, kdo pokračuje ve vedení joranumitů. Organizuje sabotáže po celém Trantoru, aby vzrostla nespokojenost obyvatelstva. Po zosnování neúspěšného atentátu na Hari Seldona je organizace odhalena a Namarti popraven.
Gambol Deen Namarti vystupuje v těchto dílech:
- A zrodí se Nadace

## Garre
Člen podzemního odboje proti Mezkovi během jeho okupace Nadace. Vstoupil do Mezkových služeb.
Garre vystupuje v těchto dílech:
- Nadace a Říše – zmínka

## Gatis
Úředník na kosmické stanici planety Comporellon.
Gatis vystupuje v těchto dílech:
- Nadace a Země

## Gebore Astinwald
Policista trantorského sektoru Dahl. Na udání Casilie Tisalverové přichází do jejího bytu zatknout společně se svým nadřízeným Lanelem Russem zatknout Hari Seldona a Dors Venabili, což se mu nepodaří.
Gebore Astinwald vystupuje v těchto dílech:
- Předehra k Nadaci

## Gennaro Mummery
Malý tlustý muž s kulatou tváří a krátkým tmavým vousem. Knihovník v Galaktické knihovně na Trantoru. V knihovnickém výboru představuje opozici proti vrchnímu knihovníkovi Lasi Zenowovi a odmítá poskytnutí větších privilegií Seldonovým spolupracovníkům. Zatímco Las Zenow podporuje psychohistorický projekt, Mummery je proti (zejména co se týče využívání knihovny). Hari Seldon se s Mummerym sešel, aby jej přesvědčil o nutnosti pokračovat v projektu, ale knihovník je neoblomný a odkazuje na snížené finance . Konflikt s Mummerym měl i Yugo Amaryl.
Gennaro Mummery vystupuje v těchto dílech:
- A zrodí se Nadace

## Gilmer
Gilmer, vůdce povstání na Trantoru, jenž zahájil tzv. Velké drancování. To donutilo císařskou rodinu (konkrétně císaře Dagoberta IX.) uprchnout na nedaleký svět Delicass (posléze přejmenovaný na Neotrantor). Velké drancování následně způsobilo destrukci slavného světa, téměř vše se ocitlo v troskách a populace se značně snížila.
Gilmer vystupuje v těchto dílech:
- Nadace a Říše

## Gleb Andorin
Aristokrat z Wyanské starostovské rodiny, jeho teta byla Rashelle I. Přidá se k joranumitské organizaci Gambola Deen Namartiho, protože doufá, že se mu podaří dosednout na císařský trůn. Přes Manellu Dubanqua naverbuje k joranumitům Raycha Seldona, používajícího přezdívku Planchet. Společně s Namartim mu přidělí úkol zabít Hari Seldona (pod vlivem drogy beznaděje). Plán díky Manelle Dubanqua selže, hnutí je odhaleno a rozprášeno.
Gleb Andorin vystupuje v těchto dílech:
- A zrodí se Nadace

## Gleen
Archeolog, jehož zmíní Lord Dorwin kolem roku 50 éry Nadace (12 119 galaktické éry) během své návštěvy Terminu.
Gleen se zabýval Otázkou původu lidstva, z jeho prací vycházel další archeolog Lameth.
Gleen vystupuje v těchto dílech:
- Nadace – zmínka

## Golan Trevize
Golan Trevize, vysoký černovlasý muž , pochází z Terminu, ústřední planety První Nadace, a ve svých 32 letech se stal členem zastupitelstva  – Radním Nadace. Je tvrdohlavý a sebejistý a tyto vlastnosti občas způsobují neomalenost a netrpělivost v jeho jednání. Vyniká geniální a neomylnou intuicí, díky níž se stane ústřední postavou dějin Galaxie.
Poté, co zpochybní platnost Seldonova plánu, jej starostka Terminu zbaví imunity a práv Radního a vyšle jej na cestu po Galaxii. Pozná totiž, že Trevize má pravdu a tato pravda by mohla znamenat vážné nebezpečí pro stabilitu První Nadace. Golan je přesvědčen, že Druhá Nadace nebyla kompletně zničena a stále ovlivňuje dění v Galaxii. Starostka Harla Brannoová mu dá k dispozici poslední výdobytek nadační vědy – jednu z nejmodernějších gravitačních lodí Vzdálenou hvězdu, avšak neozbrojenou. Její posádka – Trevize a Pelorat, má fungovat jako vějička pro Druhou Nadaci.
Na pouti vesmírem jej doprovází Janov Pelorat, historik, jenž se stane jeho blízkým přítelem.
Golan Trevize skutečně odhalí Druhou Nadaci, a také Gaiu, planetu s kolektivním vědomím. Události směřují k rozhodujícímu momentu dějin Galaxie. V jejich průsečíku figuruje Golan Trevize, jenž má rozhodnout, jakou cestou se bude Galaxie ubírat dál, zdali ji povedou mentalici z Druhé Nadace, nebo se bude řídit zákony určovanými vědeckou První Nadací či se stane jedním velkým superorganismem Galexií – obdobou planety Gaii v galaktickém měřítku. Rozhodne pro Gaiu, aniž by znal důvod, je to podvědomé rozhodnutí iniciované jeho vytříbenou intuicí. Avšak neuspokojí se s ním, chce si jej rozumově odůvodnit a tak se se svým přítelem Peloratem a mladou dívkou Bliss vydává pátrat po planetě, odkud údajně vzešlo lidstvo – Zemi. Má pocit, že by se tam mohla skrývat odpověď na jeho podvědomou volbu – proč Galexie.
Golan Trevize vystupuje v těchto dílech:
- Nadace na hranicích
- Nadace a Země

## Grun
Člen posádky na kosmické lodi "Vzdálená hvězda" Hobera Mallowa.
Grun vystupuje v těchto dílech:
- Nadace

## Han Pritcher
Han Pritcher je kapitánem bezpečnosti První Nadace. Náplní jeho činnosti ve Zpravodajské službě je špionáž. Narodil se v roce 267 éry Nadace rodičům z planety Anacreon, vzdělání – Akademie věd, obor hypermotory. Do armády vstoupil jako poddůstojník sto druhého dne 293. roku éry Nadace . Během výkonu služby byl dvakrát raněn, obdržel Řád za zásluhy za statečnost projevenou nad rámec povinností. Za deset let však nebyl povýšen a nadřízení se zmiňují o jeho neúustupnosti a zatvrzelosti. Han Pritcher slouží vždy a za všech okolností zájmu Státu, což jej často přivádí ke střetům s rozkazy vyšších šarží.

Na planetě Kalgan vedl život majitele obchodní lodi, měl za úkol zde řídit činnost Nadace, hlásit politiku vojenského velitele Kalganu až do doby, kdy se planety zmocnil Mezek, na něhož Pritcher upozorňuje starostu Nadace Indbura III. Ten mu však vydá příkaz letět na Haven, odbojnou planetu kupců původem z Nadace, aby zde sondoval jejich záměry. Kapitán však rozkaz ignoruje a letí zpět na Kalgan, neboť ohrožení ze strany Mezka se mu jeví jako prvořadá záležitost.

Pomůže Baytě a Toranovi Darrellovým s únosem Mezkového klauna Magnifica Giganticuse z Kalganu, aniž by odhalil, že Magnifico je samotným Mezkem.

Při obsazení Nadace Mezkem se pokusí spáchat na něj sebevražedný atentát, ale nemá šanci na úspěch, neboť Mezek snadno rozpozná jeho záměr. Mezek Pritchera přemění v jednoho ze svých loajálních vojenských velitelů. V této pozici se Pritcher šestkrát neúspěšně pokusí o nalezení Druhé Nadace (při poslední misi letí společně s Bailem Channisem).
Po smrti Mezka se stal vládcem kalganské říše – Prvním Občanem Svazu světů.
Han Pritcher vystupuje v těchto dílech:
- Nadace a Říše
- Druhá Nadace

## Hano Linder
Mladý dahlanský muž, který provádí Hari Seldona a Dors Venabili jámou na výrobu elektrické energie v Dahlu (sektor Trantoru), kde potkají Yugo Amaryla.
Hano Linder vystupuje v těchto dílech:
- Předehra k Nadaci

## Hanto
Hanto je kalganský policista, který se účastní policejního pátrání po Arkadii Darellové (na útěku před Lordem Stettinem) na kalganském kosmodromu. Arkadii se podaří odletět na Trantor v doprovodu Preema Palvera a jeho ženy.
Hanto vystupuje v těchto dílech:
- Druhá Nadace

## Hari Seldon
Hari Seldon představuje vědce, který určí matematicky budoucnost civilizace v galaxii.
Hari Seldon byl geniální matematik, psycholog a statistik. Narodil se roku 11 988 Galaktické éry (-79 éry Nadace) na planetě Helicon, tedy ve stejném roce jako císař Cleon I (narozen na Trantoru). Jeho otec byl pěstitelem tabáku na hydroponické plantáži (podle legendy, jak uvádí Encyclopedia Galactica). Hari Seldon založil vědní obor, psychohistorii. Pomocí této vědy předpověděl konec Galaktické říše a následující chaos, který bude trvat 30 000 let. Proto založil Nadaci, která měla tento chaos zkrátit na 1 000 let. Za vlády císaře Cleona I. působil u dvora i jako první ministr, tuto funkci převzal po Etu Demerzelovi.
Hari Seldon byl dobrým zápasníkem (planeta Helicon je známá školou bojových sportů) a rád hrál tenis.
Poprvé se postava Hariho Seldona objevuje v knize Nadace (1951) a pak provází dílo Hariho Seldona (tzv. Seldonův plán) všechny následující knihy o Nadaci. Život Hariho Seldona popisuje Asimov ve svých posledních knihách, v románu Předehra k Nadaci a A zrodí se Nadace. Další postavy vystupující v posledních dvou zmíněných knihách jsou: Dors Venabili (Seldonova žena, robot), Yugo Amaril (Seldonův spolupracovník), Chetter Hummin a Eto Demerzel – obě jména označují jedinou postavu (robota R. Daneela Oliwava). Pomocí této postavy Asimov spojil sérii o Nadaci a romány o Eliáši Baleym.
Hari Seldon se zúčastnil v roce 12 020 výroční desetileté matematické konference na Trantoru, kde předstoupil se svou teorií o psychohistorii. Tato teorie zaujala i samotného císaře Cleona I. (díky obratné manipulaci Eta Demerzela), jenž si nechal předvolat Seldona k audienci. Matematik nevěří v uvedení své teorie do praxe, ale o jeho psychohistorii projevují zájem různí vlivní lidé a organizace (včetně samotného císaře). Seldon se na popud Chettera Hummina začne ukrývat před Prvním ministrem Eto Demerzelem a je nucen několikrát změnit místo úkrytu. Během svého putování po Trantoru si uvědomuje, že převedení psychohistorie do praxe by bylo možné. Po zmaření převratu v sektoru Wye vyjde najevo, že Eto Demerzel a Chetter Hummin jsou jedna a tatáž osoba – robot Daneel Olivaw. I on má zájem o funkční psychohistorii – pro dobro lidstva, neboť se řídí třemi zákony robotiky. Ve funkci Prvního ministra poskytuje Seldonovi výraznou materiální a finanční podporu a ten se pustí na Streelingské univerzitě do bádání.
Po úspěšném vyřešení krize s Laskinem Joranumem, v níž se Seldon angažuje, střídá ve funkci Prvního ministra Eta Demerzela (Daneela Olivawa). Je na něj spáchán pokus o atentát, ale i díky své ženě Dors Venabili vyvázne bez úhony.
Během vlády vojenské junty přijde o Dors, neboť ta odhalí spiknutí přímo v samotném psychohistorickém projektu. Iniciátorem spiknutí je Tamwile Elar, jenž spolupracuje s juntou, konkrétně s plukovníkem Henderem Linnem. Dors, ještě než zemře, stačí zabránit Elarovi v napáchání větších škod.
Matematik se poté snaží i přes citelnou ztrátu tvrdě pracovat na psychohistorickém projektu, hodně mu pomáhá jeho vnučka Wanda. Ztrácí své nejbližší a ke konci života se dostává do nezáviděníhodné situace, stává se nepopulárním mezi obyvatelstvem pro své prorokování špatných zpráv a je napadán. Lidé nemají rádi ty, kteří otevřeně hovoří o špatné situaci. Hari Seldon je vláčen po soudech, dochází mu finance na projekt a pomalu začíná ztrácet víru. Ale objeví se noví mladí lidé plní elánu, kteří mu dodají přesvědčení, že není vše ztraceno a psychohistorii se podaří dovést do bodu, kdy je životaschopná.
Hari Seldon umírá ve své kanceláři na Streelingské univerzitě v roce 12 069 galaktické éry (shodné s datem 1 éry Nadace), kde do posledních chvil pracoval na svých vzorcích. Jeho tělo bylo vypuštěno do kosmu v souladu s instrukcemi, které po sobě zanechal .
Minimálně zmínka o Hari Seldonovi je v každé knize série Nadace. Jeho život mapují díla:
- Předehra k Nadaci
- A zrodí se Nadace

## Harla Brannoová
Starostka Terminu (a tedy První Nadace) (řečená Bronzová i díky svému neústupnému jednání) během osmé Seldonovy krize je starší žena , která nosí své šedivé vlasy pevně stažené dozadu. Ve funkci starostky Nadace je 5 let, předtím stála jako šedá eminence v pozadí během vlády dvou jiných starostů.
Vyšle Golana Trevizeho jakožto návnadu pro Druhou Nadaci do vesmíru, neboť rozpozná nebezpečnost jeho názorů pro stabilitu První Nadace a mimo jiné i její funkce. Není zcela přesvědčena o jeho tvrzení, že Druhá Nadace stále existuje, nicméně jí Trevize může udělat medvědí službu – přitáhnout pozornost mentalistů Druhé Nadace, aby mohla případně proti nim zakročit.
Poté, co zjistí, že Druhá Nadace skutečně existuje, hodlá proti ní zakročit a bez ohledu na Seldonův plán uspíšit vytvoření druhé Galaktické říše. K tomu ji ženou vlastní mocenské pohnutky. Jejím oddaným pomocníkem je Liono Kodell, ředitel Bezpečnosti Nadace.
Harla Brannoová vystupuje v těchto dílech:
- Nadace na hranicích
- Nadace a Země – pouze zmínka

## Hella
Vysoká tmavá dívka z jídelní jednotky na planetě Haven během Mezkovy éry, kdy seskupení nezávislých kupeckých planet vzdorovalo jako poslední svobodná bašta Mezkově armádě. Pod kontrolou Mezka byl i Terminus, hlavní planeta Nadace. Hella zastává kapitulační postoj, nevidí v odporu proti Mezkovi smysl.
Hella vystupuje v těchto dílech:
- Nadace a Říše

## Hender Linn
Plukovník Hender Linn je pravou rukou generála Dugala Tennara. Přes Tamwile Elara dostává zprávy z dění kolem psychohistorického projektu Hari Seldona na Streelingské univerzitě a dojde k přesvědčení, že je nutné Seldona zbavit vedení. Zkontaktuje schůzku generála se Seldonem.
Hender Linn vystupuje v těchto dílech:
- A zrodí se Nadace

## Hiroko
Po přistání na planetě Alfa se posádky kosmické lodi FS Vzdálená hvězda ujme místní dívka Hiroko v roli průvodkyně. Bliss s Falomou dostanou příbytek (Faloma je nesvá z tolika lidí) a Hiroko se coby vzorná hostitelka věnuje Trevizi. Nakazí jej smrtelným virem, který je zatím neaktivní, ale pokud by ihned neodletěl z Alfy, zemřel by a nakazil by i ostatní. Jen díky náklonnosti Hiroko k Trevizi a Fallomě uniknou záhubě.
Hiroko vystupuje v těchto dílech:
- Nadace a Země

## Hober Mallow
Hober Mallow je svobodný kupec a kapitán kosmické lodi Vzdálená hvězda. Pochází z planety Smyrno, jedné z planet Čtyř království, které sousedí s planetou Terminus (hlavní planeta První Nadace). Je vyslán na Korell, aby zjistil příčiny zmizení tří lodí Nadace v tomto sektoru a také aby potvrdil či vyvrátil domněnku, zda Korell nevlastní atomovou technologii.
Po úspěšné misi se stal starostou Nadace a zažehnal třetí Seldonovu krizi. Vynalezl deformátor pole, jenž znemožňuje odposlech. Během své mise navštívil planetu Siwennu, kde se setkal s Onumem Barrem – otcem Ducema Barra a věnoval mu miniaturní atomový štít, jenž chrání proti zásahu z energetických zbraní.
Hober Mallow vystupuje v těchto dílech:
- Nadace

## Homir Munn
Vytáhlý knihovník a jeden z největších sběratelů informací o Mezkovi, patří do konspirační skupiny dr. Torana Darella II, jež hodlá odhalit Druhou Nadaci. Je vyslán na planetu Kalgan, aby zde zažádal o povolení ke vstupu do Mezkova paláce a pokusil se tak získat informace o Druhé Nadaci. Na cestě jej doprovází Arkadie Darellová. Vládce Kalganu Lord Stettin jej zajme a hodlá jej využít jako poradce v otázce války proti Nadaci. Po válce se vrátí na Terminus s přesvědčením, že Druhá Nadace neexistuje, avšak při mentální analýze vyjde najevo, že jeho mysl byla někým ovlivněna (Lady Callií).
Homir Munn vlastní malou kosmickou loď Unimara, která je pojmenována podle jedné z jeho milenek, s níž měl v minulosti poměr.
Homir Munn vystupuje v těchto dílech:
- Druhá Nadace

## Humbal Yariff
Historik původem z planety Livia, jenž se pokoušel určit polohu planety Země.
Humbal Yariff vystupuje v těchto dílech:
- Nadace a Země – zmínka

## Huxlani
Huxlani je hlavní inženýr na palubě kosmické lodi, která pod vedením Baila Channise a Hana Pritchera pátrá po Druhé Nadaci. Tento úkol zadal Channisovi a Pritcherovi Mezek, pro Pritchera je to již šesté pátrání, ve všech předchozích byl neúspěšný.
Huxlani pochází z První Nadace, sloužil 18 let v její flotile, než byl Terminus dobyt Mezkem. Nyní slouží ve flotile Svazu světů, impériu založeném Mezkem .
Huxlani vystupuje v těchto dílech:
- Druhá Nadace

## Inchney
Inchney je poddaným nejmocnějšího statkáře Neotrantoru Jorda Commasona. Zamlada býval Lordem na Neotrantoru, nyní je jen zmrzačený stařec odkázaný na Commasonovu milost . V podstatě je Commasonovým osobním řidičem a poradcem. Radí mu zajmout návštěvu z Nadace (Eblinga Mise a Baytu a Torana Darellovi) a vydat je Mezkovi, z čehož by mohly plynout výhody. Commason na jeho radu dá a společně se synem císaře Dagoberta IX. se pokusí o jejich únos.
Inchney vystupuje v těchto dílech:
- Nadace a Říše

## Indbur I.
Krutý a schopný starosta První Nadace. Tyto své vlastnosti demonstroval tím, jakým způsobem se chopil moci a skoncoval s posledními pozůstatky svobodných voleb. Otec Indbura II. a děd Indbura III.
Indbur I. vystupuje v těchto dílech:
- Nadace a Říše – zmínka

## Indbur II.
Krutý starosta První Nadace. Otec Indbura III, syn Indbura I.
Indbur II. vystupuje v těchto dílech:
- Nadace a Říše – zmínka

## Indbur III.
Vnuk Indbura I. a syn Indbura II. Starosta První Nadace, skvělý účetní s láskou k systematičnosti. Puntičkář s neschopností vidět věci jako celek. Považoval se za spravedlivého, nehýřil státními penězi a zbytečně nezabíjel lidi. Pověří kapitána Pritchera k prověření daní na planetě Haven, tento rozkaz Pritcher ignoruje. Indbur III. je taktéž informován psychologem Eblingem Misem o blížící se Seldonově krizi, čemuž odmítá uvěřit.
Poté, co byla Nadace obsazena Mezkem, Indbur III. se zhroutil .
Indbur III. vystupuje v těchto dílech:
- Nadace a Říše
- Nadace na hranicích – zmínka

## Iwo Lyon
Iwo Lyon je občan planety Radoly, účastní se zde konference 27 nezávislých obchodních světů. Hovoří s otcem Torana Darella Franem o vojenskopolitické situaci během Mezkova vzestupu.
Iwo Lyon vystupuje v těchto dílech:
- Nadace a Říše

## Jaim Orsy
Člen opoziční Akční strany, kterou založil kolem roku 80 éry Nadace Sef Sermak.
Jaim Orsy vystupuje v těchto dílech:
- Nadace

## Jaim Twer
Kolem roku 155 éry Nadace se účastní mise Hobera Mallowa na Korell, je špionem ve službách Jorane Sutta.
Jaim Twer vystupuje v těchto dílech:
- Nadace

## Janov Pelorat
Dr. Janov Pelorat, postarší historik a sběratel pradávných mýtů a legend, jenž byl s Trevizem vyslán na vesmírnou misi starostkou Terminu Harlou Brannoovou, během níž se spřátelili. Platí za jednoho z největších odborníků v otázce původu lidstva, celý svůj život zasvětil archivnímu bádání po planetě Zemi. Na planetě Terminu má depozitář s masivním množstvím záznamů ze svého oboru. K němu se dostal ve svých patnácti letech během nemoci, když dostal knihu nejstarších legend. Zjistil, že se v ní objevuje motiv izolovaného světa, jenž si svou izolaci ani neuvědomoval, neboť nikdy nepoznal nic jiného.
Je střední výšky, 52 let (přestože vypadá starší), klidné povahy, nesnáší spěch a má ve zvyku vážit každé slovo a až do svého seznámení s Golanem Trevize nikdy neopustil Terminus, i když si vždy přál navštívit Trantor – bývalou ústřední planetu Galaktické říše, na níž se nachází Galaktická knihovna, objekt jeho zájmu. Při myšlence na množství dat v ní obsažených jej jímá silné vzrušení . Tajně doufá, že až se mu podaří rozluštit otázku původu lidstva, bude oceněn a stane se slavnějším než samotný Hari Seldon.
Tmelicí prvek na lodi FS Vzdálená hvězda, svůj názor neprosazuje, jen předestírá. Často se nechává unést při proslovech, v čemž jej krotí Golan Trevize. Dobrácká a mírná povaha. Zamiluje se do Bliss. Nakonec má díky svým znalostem velký podíl na odhalení polohy Země.
Dr. Janov Pelorat vystupuje v těchto dílech:
- Nadace na hranicích
- Nadace a Země

## Jardun
Archeolog, jehož zmíní Lord Dorwin kolem roku 50 éry Nadace během své návštěvy Terminu.
Jardun vystupuje v těchto dílech:
- Nadace – zmínka

## Jemby
Jemby je robotická chůva, jejím úkolem je starat se o Fallom. Po smrti Bandera přestane fungovat, neboť Bander zajišťoval díky svým lalokovým usměrňovačům přísun energie všem robotům ve své državě.
Jemby vystupuje v těchto dílech:
- Nadace a Země

## Jendippurus Khoratt
Velitel kosmické flotily, během trigellského povstání navrhl spuštění jaderné fúze, za což byl oběšen vlastní posádkou . V dějinách Galaxie bylo použití jaderné zbraně tabu.
Jendippurus Khoratt vystupuje v těchto dílech:
- Nadace na hranicích – zmínka

## Jennar Leggen
Vždy zachmuřený muž s hustým a tmavým obočím a dlouhým výrazným nosem. Vedoucí meteorologického týmu, který provádí častá měření na kopuli nad trantorskou Streelingskou univerzitou . Jednoho takového výstupu se zúčastní i Hari Seldon (kolem roku 12 020 galaktické éry). Na kopuli však zabloudí a téměř umrzne, tento incident se negativně promítne do následné kariéry doktora Leggena. Hari Seldon je zachráněn svou průvodkyní Dors.
Jennar Leggen vystupuje v těchto dílech:
- Předehra k Nadaci

## Jerril
Agent Výboru pro veřejnou bezpečnost, jenž se setká s Gaalem Dornickem. Výbor sleduje veškeré aktivity Hari Seldona.
Jerril vystupuje v těchto dílech:
- Nadace

## Jirad Tisalver
Jirad Tisalder je muž malého vzrůstu s černými, přirozeně kudrnatými vlasy a hustým knírkem. Se svou ženou Casilií má dcerku. Bydlí v sedmipokojovém apartmá v trantorském sektoru Dahl, část apartmá pronajal se svou ženou Hari Seldonovi a Dors Venabili. Pobyt domluvil Chetter Hummin. Jirad se často podrobuje rozhodnutí své ženy. Vezme Seldona a Dors do dahlských jam na výrobu elektrické energie.
Jirad Tisalver vystupuje v těchto dílech:
- Předehra k Nadaci

## Jogoroth Sobhaddartha
Celník ze Sayshellu, materialista. Jeho nadřízeným je Namarath Godhisavatta. Kontroluje doklady Golana Trevizeho a Janova Pelorata při jejich příletu na planetu Sayshell.
Jogoroth Sobhaddartha vystupuje v těchto dílech:
- Nadace na hranicích

## Jole Turbor
Tělnatý novinář s odulými rty, patří do konspirační skupiny dr. Torana Darella II, jež hodlá odhalit Druhou Nadaci.
Jole Turbor vystupuje v těchto dílech:
- Druhá Nadace

## Joramis Palver
Dědeček Stettina Palvera, o 2 roky mladší než Hari Seldon. Ten jej lákal, aby se připojil k psychohistorickému projektu, ale Joramis odmítl. Necítil se být přínosem.
Joramis Palver vystupuje v těchto dílech:
- A zrodí se Nadace – zmínka

## Jorane Sutt
Sekretář starosty Terminu, hlavní oponent Hobera Mallowa během třetí Seldonovy krize. Snaží se prosadit doktrínu tzv. "vědeckého náboženství", kdežto Mallow správně rozeznal, že tato je již při rozšiřování vlivu Nadace neúčinná.
Jorane Sutt vystupuje v těchto dílech:
- Nadace

## Jord Commason
Jord Commason je největší statkář na Neotrantoru za vlády Dagoberta IX. Na radu svého lokaje Inchneyho hodlá zajmout prchající Darellovi s Eblingem Misem, aby je mohl vydat Mezkovi, čímž by si u něj zajistil nedotknutelnost. K tomuto účelu se spolčí se synem císaře Dagoberta IX., ale plán jim nevyjde, mladý nástupce Dagoberta IX. za to dokonce zaplatí životem.
Jord Commason vystupuje v těchto dílech:
- Nadace a Říše

## Jord Fara
Kolem roku 50 éry Nadace člen Poručenské rady Nadace – vedoucího politického útvaru na Terminu, encyklopedista. Přestože je schopen vnímat nebezpečí ze strany Anacreonského království, o němž hovoří Salvor Hardin, není schopen vyvodit náležité závěry.
Jord Fara vystupuje v těchto dílech:
- Nadace

## Jord Parma
Člen korellské tajné policie, jenž má za úkol sehrát roli anacreonského misionáře a dostat se na kosmickou loď "Vzdálená hvězda" Hobera Mallowa.
Jord Parma vystupuje v těchto dílech:
- Nadace

## Juddee
Blondýna z jídelní jednotky na planetě Haven během Mezkovy éry, kdy seskupení nezávislých kupeckých planet vzdorovalo jako poslední svobodná bašta Mezkově armádě. Pod kontrolou Mezka byl i Terminus, hlavní planeta Nadace. Juddee zde pracuje s Baytou Darrellovou.
Juddee vystupuje v těchto dílech:
- Nadace a Říše

## Kallo
Prezident Sayshellského svazu, v němž se vyskytuje planeta Gaia. Podepsal dohodu s Mezkem, díky níž si Sayshellský svaz uchoval neutralitu a nebyl podroben jako První Nadace .
Kallo vystupuje v těchto dílech:
- Nadace na hranicích – zmínka

## Kandar V.
Císař Galaktické říše, nechal přemístit poslední obyvatele z radioaktivitou zamořené Země na nedalekou Alfu.
Kandar V. vystupuje v těchto dílech:

## Karol Rufirant
Karol Rufirant je Damovan (v podstatě Trantořan, neboť planeta Trantor byla po Velkém drancování přejmenována na Damov a místní populace se živí zemědělstvím na obnažené půdě, jež byla dříve zastavěna ocelovými konstrukcemi a budovami – Trantor jako ústředí celé Galaktické Říše tvořilo jedno obrovské město. Damované také exportují kovové trosky, které zbyly na planetě po Velkém drancování). Napadne Mluvčího Stora Gendibala při jeho vycházce po povrchu planety, Gendibala zachrání před lynčováním Damovanka Sura Noviová. Posléze vyjde najevo, že tento incident byl zinscenován Gaiou.
Karol Rufirant vystupuje v těchto dílech:
- Nadace na hranicích

## Kaspal Kaspalov
Kaspal Kaspalov byl členem joranumitského hnutí, které po smrti svého vůdce Laskina Joranuma vedl Gambol Deen Namarti, jenž organizoval na Trantoru různé sabotáže zaměřené proti pohodlí obyvatelstva. Kaspalov měl vyřadit z provozu systém větrání v anemorijském sektoru, což neučinil kvůli svým pochybnostem o smyslu takových akcí. Z příběhu vyplývá, že jej Namarti nechal odstranit.
Kaspal Kaspalov vystupuje v těchto dílech:
- A zrodí se Nadace

## Kiangtow Randa
Matematik, strýc Lisunga Randy. Lisung se o něm zmíní při rozhovoru s Hari Seldonem, Hari Seldon o Kiangtowu Randovi slyšel.
Kiangtow Randa vystupuje v těchto dílech:
- Předehra k Nadaci – zmínka

## Kleise
Význačný elektroneurolog, považován v této oblasti za špičku v Galaxii. 5 let spolupracoval s dr. Toranem Darellem II. na Santanniské univerzitě, avšak pro názorové neshody vzájemnou spolupráci ukončili. Jeho žákem byl i Pelleas Anthor.
Dr. Kleise vystupuje v těchto dílech:
- Druhá Nadace

## Kol Benjoam
Mluvčí Druhé Nadace a posléze jedenadvacátý První Mluvčí. Navrhl Preemu Palverovi, jak se vypořádat s První Nadací.
Kol Benjoam vystupuje v těchto dílech:
- Nadace a Říše

## Korill
Člen, pravděpodobně Mluvčí Druhé Nadace. Vytvořil teorém Seldonova plánu, jenž je po něm pojmenován jako Korillův teorém.
Korill vystupuje v těchto dílech:
- Druhá Nadace – zmínka

## Krasnet
Poddůstojník technické služby Krasnet působil s Golanem Trevizem u námořnictva. Obsluhoval (velmi zručně) počítače. Golan Trevize si jej vybavil při seznamování se s moderním kosmickým plavidlem FS Vzdálená hvězda, jenž dostal k dispozici pro svou misi od starostky Harly Brannoové .
Krasnet vystupuje v těchto dílech:
- Nadace na hranicích

## Kromill
Archeolog, jehož zmíní Lord Dorwin kolem roku 50 éry Nadace během své návštěvy Terminu.
Kromill vystupuje v těchto dílech:
- Nadace – zmínka

## Lameth
Archeolog, jehož zmíní Lord Dorwin kolem roku 50 éry Nadace (12 119 galaktické éry) během své návštěvy Terminu.
Lameth napsal přibližně kolem roku 11 319 knihu o Otázce původu lidstva, která amatérskému archeologovi Lordu Darwinovi chyběla ve sbírce. Jeden výtisk mu přislíbí dr. Lewis Pirenne.
Lameth vystupuje v těchto dílech:
- Nadace – zmínka

## Lanel Russ
Policejní náčelník trantorského sektoru Dahl. Na udání Casilie Tisalverové přichází do jejího bytu zatknout společně se svým kolegou Gebore Astinwaldem Hari Seldona a Dors Venabili, což se mu nepodaří.
Lanel Russ vystupuje v těchto dílech:
- Předehra k Nadaci

## Las Zenow
Vrchní knihovník Galaktické knihovny na Trantoru a přítel Hari Seldona. Pochází z planety Wencory. Knihovna spolupracuje s psychohistorickým projektem a Zenow sdělí Seldonovi, že nalezli vhodnou vzdálenou planetu, kterou matematik požadoval – Terminus.
Las Zenow vystupuje v těchto dílech:
- A zrodí se Nadace

## Laskin Joranum
Laskin Joranum (pro masy lidí vystupující pod chytlavou přezdívkou Jo-Jo Joranum) byl vysoký muž, jenž působil dojmem měkkosti. Často se usmíval, i když to byla nacvičená póza. Měl kulatou tvář, husté vlasy pískové barvy a bleděmodré oči . Jeho blízkým spolupracovníkem, jenž jej odrazoval od některých neuvážených kroků, byl Gambol Deen Namarti.
Laskin Joranum byl vůdcem hnutí nazývaným "joranumité", které hlásalo větší sociální spravedlnost. Joranum sám se stavěl proti politice Prvního ministra Galaktické říše Eta Demerzela s cílem vystřídat jej ve funkci. Jako svou rodnou planetu uváděl Nishayu, ale ve skutečnosti pocházel z trantorského sektoru Mykogen. Hari Seldon odhalil jeho mykogenský původ díky jeho až příliš dokonalému trantorskému přízvuku, Nishayané mluví velmi odlišnou verzí galaktického standardu. Po nepodařeném pokusu o zesměšnění Prvního ministra Eta Demerzela, který zároveň znamenal konec jeho politické kariéry, byl poslán do vyhnanství na planetu Nishaya, kde zemřel. Joranumitské hnutí se zcela nerozpadlo, vedl jej dál Namarti a organizoval sabotáže po celém Trantoru.
Laskin Joranum vystupuje v těchto dílech:
- A zrodí se Nadace

## Lathan Devers
Nezávislý kupec Nadace, který sehraje důležitou roli návnady ve válce s První Říší (je najat nadační Radou, v níž působí mj. Sennett Forell). Nechá se zajmout se svou lodí a nákladem a na říšském vesmírném korábu postupně sonduje situaci a plány mladého generála Bela Riose. To se mu daří pomocí úplatků posádky. Společně se siwennijským patricijem Ducemem Barrem se mu podaří uprchnout, aby se pokusil dostat na Trantor – sídelní planetu císaře a informovat jej o generálově zradě.
Lathan Devers vystupuje v těchto dílech:
- Nadace a Říše

## Lee Senter
Lee Senter je vedoucí Skupiny na Trantoru kolem roku 300 éry Nadace, jenž je nyní zemědělským světem. Má na starosti dávné knihy. Přivítá na Trantoru uprchlíky z Havenu Baytu a Torana Darellovi a dovolí jim vstoupit do areálu Univerzity a Galaktické knihovny. Ebling Mis hodlá ze zdejších pramenů vypátrat Druhou Nadaci a varovat ji před Mezkem.
Lee Senter vystupuje v těchto dílech:
- Nadace a Říše

## Lefkin
Princ Lefkin je synem regenta Wienise z Anacreonu.
Během druhé Seldonovy krize velí mohutnému rekonstruovanému říšskému křižníku Wienis letícímu zaútočit na Terminus – hlavní planetu Nadace. Akce selže i díky předvídavosti Salvora Hardina.
Lefkin vystupuje v těchto dílech:
- Nadace

## Lem Tarki
Člen opoziční Akční strany, kterou založil kolem roku 80 éry Nadace Sef Sermak.
Lem Tarki vystupuje v těchto dílech:
- Nadace

## Leonis Cheng
Leonis Cheng je Mluvčím Druhé Nadace během předsednictví Prvního Mluvčího Quindora Shandesse. Je nevelkého vzrůstu a disponuje encyklopedickými znalostmi nejmenších detailů Seldonova plánu, avšak ke skutečné Galaxii má poněkud krátkozraký postoj .
Leonis Cheng vystupuje v těchto dílech:
- Nadace na hranicích

## Lepold I.
Král anacreonský, synovec regenta Wienise, narozený roku 64 éry Nadace. Ve věku 16 let se nechá svým strýcem vmanipulovat do konfliktu s Nadací, ačkoli jej spíše než politické záležitosti zajímá lov na nyaky – místní oblíbený královský sport.
Lepold I. vystupuje v těchto dílech:
- Nadace

## Les Gorm
Nezávislý kupec Nadace, je vyslán se soukromým vzkazem za Linmarem Ponyetsem.
Les Gorm vystupuje v těchto dílech:
- Nadace

## Lestim Gianni
Lestim Gianni je Mluvčím Druhé Nadace během předsednictví Prvního Mluvčího Quindora Shandesse.
Lestim Gianni vystupuje v těchto dílech:
- Nadace na hranicích

## Lev Meirus
Lev Meirus je Prvním ministrem ve vládě Prvního Občana Svazu světů – kalganského vládce Lorda Stettina. Tuto funkci zastával i za vlády předchozího vládce Kalganu Lorda Thallose.
Není nakloněn záměrům Lorda Stettina vést válku proti První Nadaci a snaží se jej od tohoto úmyslu odradit.
Lev Meirus vystupuje v těchto dílech:
- Druhá Nadace

## Levaw
Člen podzemního odboje proti Mezkovi během jeho okupace Nadace. Říkalo se mu Nezlomný. Vstoupil do Mezkových služeb.
Levaw vystupuje v těchto dílech:
- Nadace a Říše – zmínka

## Levi Norast
Člen opoziční Akční strany, kterou založil kolem roku 80 éry Nadace Sef Sermak proti programu starosty Terminu Salvora Hardina.
Levi Norast vystupuje v těchto dílech:
- Nadace

## Lewis Bort
Člen opoziční Akční strany, kterou založil kolem roku 80 éry Nadace Sef Sermak.
Lewis Bort vystupuje v těchto dílech:
- Nadace

## Lewis Pirenne
Doktor Lewis Pirenne je kolem roku 50 éry Nadace předsedou Poručenské rady Nadace – vedoucího politického útvaru na Terminu. Vytrvalý encyklopedista, alvšak neschopný politik, nedokáže rozpoznat blížící se první Seldonovu krizi. Během ní vyjde najevo, že vytváření Galaktické encyklopedie – Encyclopedia Galactica bylo jen záminkou (vedlejším úkolem) psychohistoriků, jak opustit Trantor a na Terminu založit zárodek Druhé galaktické říše. Pirenna zbaví vlády Salvor Hardin, jež Nadaci provede úspěšně první i druhou Seldonovou krizí.
Lewis Pirenne vystupuje v těchto dílech:
- Nadace

## Licie Argo
Komdora Korellu, manželka vládce planety Aspera Arga, dcera říšského vicekrále. Je to de facto ona, která určuje politiku Korellu, díky ní je Korell vyzbrojován kosmickými loděmi a atomovou technologií Říše. Přinutí manžela rozpoutat válku proti Nadaci.
Licie Argo vystupuje v těchto dílech:
- Nadace

## Liebel Gennerat
Historik, podle jeho jména je pojmenován tzv. Genneratův zákon. Ten říká, že vzrušující klam vytlačuje nezajímavou pravdu, tedy že lidé dávají přednost pověstem před historickou skutečností .
Liebel Gennerat vystupuje v těchto dílech:
- Nadace na hranicích – zmínka

## Linge Chen
Předseda Výboru pro veřejnou bezpečnost na Trantoru, vykáže Seldona i jeho spolupracovníky z psychohistorického projektu z Trantoru na Terminus. Hari Seldon to ve skutečnosti nejen předvídal, ale i připravil.
Linge Chen vystupuje v těchto dílech:
- Nadace

## Linmar Ponyets
Nezávislý kupec Nadace, původem ze Smyrna. Je odeslán na Askone, aby se pokusil zachránit jiného kupce (agenta) Eskela Gorova. Mise se mu vydaří, nejenže zachrání Gorova, ale dosáhne i změny nedůvěřivého postoje Askone k Nadaci a jejím produktům.
Linmar Ponyets vystupuje v těchto dílech:
- Nadace

## Liono Kodell
Ředitel nadační Bezpečnosti na Terminu během funkčního období starostky Harly Brannoové. Je poněkud při těle, menší postavy, nosí hustý knír (což je na občana Terminu nezvyklé) a má bystré hnědé oči .
Působí vlídným a přátelským dojmem, vede výslech (v mezích slušnosti) Golana Trevizeho po jeho zatčení na půdě Rady První Nadace. Z výslechu je pořízen zvukový záznam, který má sloužit starostce Brannoové jako pojistka pro případný zvrat situace.
Liono Kodell vystupuje v těchto dílech:
- Nadace na hranicích

## Lissauer
Nemykogenský spisovatel, kterého zmíní Mycelium 72 při rozhovoru se Seldonem a Dors .
Lissauer vystupuje v těchto dílech:
- Předehra k Nadaci – zmínka

## Lisung Randa
Asistent na katedře psychologie Streelingské univerzity na Trantoru. Menší zavalitý muž s veselou kulatou tváří, asijský typ . Hari Seldon jej pozná na univerzitě během své pracovní krize, Randa mu doporučí výstup na kopuli města v rámci meteorologického výzkumu. Strýcem Lisunga Randy byl Kiangtow Randa, matematik.
Lisung Randa vystupuje v těchto dílech:
- Předehra k Nadaci

## Littoral Thoobing
Littoral Thoobing je ve svých 54 letech již sedm roků velvyslancem Nadace na planetě Sayshell. Měl ambice stát se starostou Nadace (v souboji s Harlou Brannoovou), ale nechal se uplatit funkcí velvyslance. Nemá rád ředitele Bezpečnosti Liona Kodella, neboť ten podle něj dokáže zlikvidovat člověka aniž by přitom odložil svou pověstnou přívětivost.
Během manévrů u hranic Sayshellu požaduje po Kodellovi stažení válečných lodí Nadace, protože se domnívá, že to přímo ohrožuje její stabilitu.
Littoral Thoobing vystupuje v těchto dílech:
- Nadace na hranicích

## Lors Avakim
Advokát Hari Seldona, jenž jej pošle zastupovat Gaala Dornicka po jeho zatčení krátce po příletu na Trantor.
Lors Avakim vystupuje v těchto dílech:
- Nadace

## Lundin Crust
Kolem roku 50 éry Nadace člen Poručenské rady Nadace – vedoucího politického útvaru na Terminu, encyklopedista. Podporuje předsedu Lewise Pirenna a Hardinovo varování před blížící se krizí nebere vážně.
Lundin Crust vystupuje v těchto dílech:
- Nadace

## Magnifico Giganticus
Magnifico Giganticus je vyzáblý neduživý klaun, jehož zachrání Bayta a Toran Darellovi na planetě Kalgan před Mezkem. Magnifico je poté provází na jejich pouti společně s Eblingem Misem, psychologem První Nadace, který se snaží vypátrat pozici Druhé Nadace. Ta může jako jediná zabránit Mezkovi v ovládnutí celé Galaxie. Nakonec však Bayta Darellová odhalí, že Magnifico a Mezek jsou jedna a tatáž osoba.
Magnifico umí výtečně hrát na vizisonor.
Magnifico Giganticus vystupuje v těchto dílech:
- Nadace a Říše

## Malcomber
Malcomber byl vrchním zahradníkem na nekrytých císařských pozemcích během vlády císaře Cleona I.
Malcomber vystupuje v těchto dílech:
- A zrodí se Nadace – zmínka

## Mandell Gruber
Zahradník během vlády císaře Cleona I. Hari Seldon (ve funkci Prvního ministra) si jej oblíbí, neboť mu zahradník doběhne na pomoc při pokusu o atentát na jeho osobu, ozbrojen pouze motykou. Císař Cleon I. jej dodatečně povýší do funkce Vrchního zahradníka (což je spíše administrativní pozice) a to se mu stane osudným. Mandell Gruber, původem z Anacreonu, nechce odejít ze zahrad do kanceláře vykonávat náročnou administrativu a císaře Cleona I. zavraždí.
Mandell Gruber vystupuje v těchto dílech:
- A zrodí se Nadace

## Manella Dubanqua
Manella pracuje pro joranumitskou organizaci Gambola Deen Namartiho, dohazuje jí vhodné adepty. Glebu Andorinovi přihraje Raycha Seldona (pod přezdívkou Planchet), jenž se má vetřít do organizace a zjistit její cíle. Totéž vykonává Manella pro trantorskou Bezpečnost. Při pokusu o atentát na Hari Seldona (v té době ve funkci říšského Prvního ministra) zachrání Raychovi i Seldonovi život. Hari Seldon jí nabídne místo ve svém psychohistorickém projektu, Manella tuto nabídku přijme. Vdá se za Raycha Seldona a mají spolu dcery Wandu Seldon a Bellis Seldon. Později odletí celá rodina (mimo Wandu) na Santanni, kde bude Raych dostane práci na univerzitě. Wanda zůstane s Hari Seldonem a bude mu pomáhat s psychohistorií.
Manella Dubanqua vystupuje v těchto dílech:
- A zrodí se Nadace

## Mangin
Mangin je zástupce planety Iss na konferenci 27 Svobodných obchodních světů, která se koná na planetě Radole. Jedná zde o vážné politické situaci s Randuem (strýcem Torana Darella) a Ovallem Gri z Mnemonu. Politická situace je nestabilní díky raketovému vzestupu Mezka, záhadného muže, jenž dobyl planetu Kalgan a nehodlá se spokojit pouze s tímto úspěchem.
Mangin vystupuje v těchto dílech:
- Nadace a Říše

## Mannix IV.
Starosta trantorského sektoru Wye, nevzdává se ambicí na císařský trůn. V pozdějším věku neoficiálně předá vládu do rukou své dcery Rashelle I.
Mannix IV. vystupuje v těchto dílech:
- Předehra k Nadaci

## Manowell
Císař Galaktické říše, přezdívaný Krvavý císař.
Manowell vystupuje v těchto dílech:
- A zrodí se Nadace – zmínka

## Marbie
Mladý výrostek, společně s Alemem napadnou Hariho Seldona (a s ním Chettera Hummina) během jeho pobytu na Trantoru. Seldon s Humminem se napadení ubrání.
Marbie vystupuje v těchto dílech:
- Předehra k Nadaci

## Marlo Tanto
Marlo Tanto se představí Seldonovi a Dors během jejich pobytu v trantorském sektoru Dahl jako novinář s cílem natočit interview, což Dors odmítne. Pak se dozví, že Tanto pracuje jako císařský špeh v sektoru.
Marlo Tanto vystupuje v těchto dílech:
- Předehra k Nadaci

## Marron
Marron je obyvatel trantorského sektoru Dahl, v Billibottonu napadne se svou partou Hari Seldona a Dors Venabili, chce po cizincích výpalné za vstup na území Billibottonu. Pustí se do boje na nože s Dors, která jej zraní natolik, že od dalších útoků upustí.
Marron vystupuje v těchto dílech:
- Předehra k Nadaci

## Matka Rittah
Matka Rittah je stará žena, která věští budoucnost v dahlanské nebezpečné čtvrti Billibotton na Trantoru. Hari Seldon s Dors Venabili ji navštíví v doprovodu Raycha, aby se dozvěděl legendy o historii Země.
Matka Rittah vystupuje v těchto dílech:
- Předehra k Nadaci

## Menton
Nemykogenský spisovatel, kterého zmíní Mycelium 72 při rozhovoru se Seldonem a Dors .
Menton vystupuje v těchto dílech:
- Předehra k Nadaci – zmínka

## Mezek
Mezek je odpadlík z planety Gaia a proto má mentalické schopnosti, dokáže upravovat emoce. Každého nepřítele dokáže obrátit na svou stranu, proto snadno vítězí.
Jeho kariéra započala na planetě Kalgan, kde přemohl místního vojenského velitele. Poté zahájil expanzi, na jejímž konci bylo dobytí První Nadace a vzápětí i zlomení odporu 27 Svobodných obchodních světů. Ve snaze nalézt a odrovnat Druhou Nadaci mu zabránila Bayta Darellová, když zastřelila Eblinga Mise – psychologa První Nadace, který odhalil sídlo Druhé Nadace. Kdyby to neudělala, Mis by to nechtěně vyzradil Mezkovi, jenž byl v ten moment nablízku, vydával se totiž za klauna Magnifica Giganticuse.
Po tomto neúspěchu se označil za Prvního Občana Svazu a vytvořil impérium zvané Svaz světů, které zahrnovalo jednu desetinu Galaxie a žila v něm jedna patnáctina galaktické populace . Dále nepostupoval z obav před Druhou Nadací. Vyslal svého loajálního generála, bývalého kapitána Nadace Hana Pritchera na šest cest po vesmíru, aby se pokusil odhalit Druhou Nadaci – neúspěšně. Přesto Mezek vážně narušil Seldonův plán, byl fenoménem, s nímž se nepočítalo.
Za své sídlo si Mezek zvolil planetu Kalgan s dlouholetou tradicí aristokratického místa zábavy, byla centrálněji položená nežli okrajový Terminus.
Fyzický vzhled Mezka byl žalostný. Při své výšce 174 cm vážil pouhých 40 kg, jeho údy vypadaly jako zkostnatělá stébla. Hubený drobný obličej se téměř ztrácel za masitým rypákem, který trčel 8 cm do prostoru. Právě fyzický stav nedovolil Mezkovi vládnout déle než 10 let. Zemřel jako třicátník. Funkce Prvního Občana Svazu světů se po něm ujal generál Han Pritcher.
Mezek vystupuje v těchto dílech:
- Nadace a Říše
- Druhá Nadace
- Nadace na hranicích – zmínka

## Mian Endelecki
Biofyzička, u níž si Hari Seldon objednal vypracování kompletního genomu své vnučky Wandy. Přišel díky náhodě na fakt, že Wanda má neobvyklé mentální schopnosti, že dokáže vycítit myšlenky druhých a na tomto důležitém pilíři hodlá vystavět Druhou Nadaci.
Mian Endelecki vystupuje v těchto dílech:
- A zrodí se Nadace

## Milla
Milla je žena Fennela Leemorea, mají spolu 2 dcery – Sunni a Tommu.
Milla vystupuje v těchto dílech:
- Druhá Nadace – zmínka

## Mitza Lizalor
Mitza Lizalor je ministryní dopravy planety Comporellon. Comporellonská vláda má zájem zabavit hvězdolet FS Vzdálená hvězda a tak Lizalor zinscenuje záminku k zatčení její posádky – Golana Trevize, Janova Pelorata a Bliss.
Mitza Lizalor pochází z venkovské oblasti a Trevize ji přitahuje. Stráví společně noc a když jí Trevize sdělí účel své cesty (pátrání po Zemi), nechá jej i se společníky odletět. Je totiž pověrčivá a věří, že kdyby tak neučinila, mohlo by ji zasáhnout prokletí. Země je zde tabu.
Mitza Lizalor vystupuje v těchto dílech:
- Nadace a Země

## Monolej
Staršina z planety Alfa. Vypráví historikovi dr. Janovu Peloratovi zdejší báje a mýty. Objasní mu, že ostrov, na němž přistáli se jmenuje Nová Země a je to jediná souš na Alfě. Alfané jsou přímými potomky pozemšťanů, kteří přesídlili sem poté, co se celý povrch planety stal radioaktivním a tudíž neobyvatelným.
Monolej vystupuje v těchto dílech:
- Nadace a Země

## Mori Luk
Seržant Mori Luk sloužil pod velením říšského generála Bela Riose, pocházel ze zemědělských planet v okolí Plejád. Neoplýval představivostí, díky čemuž dokázal neochvějně čelit nebezpečí. Přijímal rozkazy neprodleně a velmi si vážil svého velitele Riose . Byl zastřelen kupcem Lathanem Deversem, když se Devers zmocnil zbraně generála Riose a společně se siwennijským patricijem Ducemem Barrem prchali.
Mori Luk vystupuje v těchto dílech:
- Nadace a Říše

## Muller Holk
Pracovník z katedry logiky na Terminu, vypracoval kolem roku 50 éry Nadace pro Salvora Hardina logické analýzy depeše z Anacreonu zaslanou na Terminus, smlouvy mezi Říší a Anacreonem a výroky Lorda Dorwina během jeho pobytu na Terminu.
Muller Holk vystupuje v těchto dílech:
- Nadace – zmínka

## Munn Li Compor
Munn Li Compor, modrooký muž s blond vlasy , byl přítelem Golana Trevizeho, dokud jej nezradil. Poskytl totiž starostce Harle Brannoové informace vedoucí k zatčení Golana Trevizeho. Comporova rodina pochází z malého světa Comporellon v sektoru Síria.
Compor sleduje na příkaz starostky Brannoové Trevizeho zpovzdálí při jeho pátrání po Druhé Nadaci a zároveň pracuje jako agent Druhé Nadace s omezenými pravomocemi. Tato funkce byla vytvořena po události s Mezkem, která málem skončila katastrofou pro obě Nadace i psychohistorický plán Hariho Seldona.
Compor však posléze poskytne Trevizi užitečné vodítko při jeho pátrání po Zemi, když jej odkáže na svou rodnou planetu Comporellon.
Munn Li Compor vystupuje v těchto dílech:
- Nadace na hranicích
- Nadace a Země

## Mycelium 72
Mykogenský (Mykogen je sektor planety Trantor) vědec, setká se s Hari Seldonem a Dors Venabili a poskytne jim informace o Sakratoriu – centrálním mykogenském chrámu.
Mycelium 72 vystupuje v těchto dílech:
- Předehra k Nadaci

## Namarath Godhisavatta
Náčelník celní správy na oběžné dráze planety Sayshell. Má instrukce propustit na planetu kosmickou loď Nadace. Jeho podřízeným je Jogoroth Sobhaddartha.
Namarath Godhisavatta vystupuje v těchto dílech:
- Nadace na hranicích

## Narovi
Narovi je starý muž, obyvatel planety Rossem. Na jeho farmě přistane modul z kosmické lodi Mezkovy flotily, v němž se nacházejí Bail Channis a Han Pritcher. Ti mají zájem setkat se s radou stařešinů na planetě. Narovi chce ze vzniklé situace vytěžit nějaký prospěch a tak žádá hosty z vesmíru o zmínění pohostinnosti v souvislosti s jeho jménem .
Narovi vystupuje v těchto dílech:
- Druhá Nadace

## Nebeský pás 2
Mykogenský (Mykogen je sektor planety Trantor) starší Sakratoria – centrálního mykogenského chrámu . Varuje Hariho Seldona a Dors Venabili od jejich záměru vstoupit do něj, neboť vstup je pro cizince a ženy zapovězen.
Nebeský pás 2 vystupuje v těchto dílech:
- Předehra k Nadaci

## Noth
Člen podzemního odboje proti Mezkovi během jeho okupace Nadace. Vstoupil do Mezkových služeb.
Noth vystupuje v těchto dílech:
- Nadace a Říše – zmínka

## Novigor
Nemykogenský spisovatel, kterého zmíní Mycelium 72 při rozhovoru se Seldonem a Dors .
Novigor vystupuje v těchto dílech:
- Předehra k Nadaci – zmínka

## Obijasi
Archeolog, jehož zmíní Lord Dorwin kolem roku 50 éry Nadace během své návštěvy Terminu.
Obijasi vystupuje v těchto dílech:
- Nadace – zmínka

## Olynthus Dam
Spolužák Arkadie Darellové z jejích školních let . Sestrojil přenosné odposlouchávací zařízení, které věnoval Arkadii Darellové a díky němuž se jí podařilo odposlechnout utajovaný rozhovor jejího otce s konspirační skupinou (Pelleas Anthor, Elvett Semic, Jole Turbor, Homir Munn).
Olynthus Dam vystupuje v těchto dílech:
- Druhá Nadace

## Onum Barr
Onum Barr je otcem Ducema Barra a byl patricijem Říše a senátorem planety Siwenny. Poskytne informace Hoberu Mallowovi a výrazně mu tím pomůže.
Onum Barr vystupuje v těchto dílech:
- Nadace a Říše – zmínka

## Orre
Orre byl vojenským inženýrem na velitelské lodi říšského generála Bela Riose.
Orre vystupuje v těchto dílech:
- Nadace a Říše – zmínka

## Orum Dirige
Orum Dirige je kalganský poručík, na místním kosmodromu se účastní pátrání po Arkadii Darellové, která prchá před Lordem Stettinem. Dirige zároveň slouží jako informační zdroj – špeh pro Pellease Anthora.
Orum Dirige vystupuje v těchto dílech:
- Druhá Nadace

## Orum Palley
Muž mohutné postavy, člen podzemního hnutí během Mezkovy okupace Nadace. Používá přezdívku Fox. Kontaktuje jej kapitán Nadace Han Pritcher, který se skrývá před Mezkem a později se pokusí na něj (Mezka) spáchat atentát.
Orum Palley vystupuje v těchto dílech:
- Nadace a Říše

## Osterfith
Osterfith je vážený matematik na Výročním matematickém kongresu konajícím se v roce 12 020 galaktické éry na Trantoru. Zde poprvé uveřejní Hari Seldon svou tezi o psychohistorii a dočká se Osterfithovy pochvaly.
Osterfith vystupuje v těchto dílech:
- Předehra k Nadaci

## Ovall Gri
Ovall Gri je zástupce planety Mnemon na konferenci 27 Svobodných obchodních světů, která se koná na planetě Radole. Jedná zde o vážné politické situaci s Randuem (strýcem Torana Darella) a Manginem z Issu. Politická situace je nestabilní díky novému faktoru objevivšímu se na scéně během plánovaného útoku Svobodných obchodních světů na První Nadaci. Tímto faktorem je Mezek, jenž dobyl planetu Kalgan a následně zaútočil i na Mnemon a další Obchodní světy, aby si nakonec podrobil i První Nadaci.
Ovall Gri vystupuje v těchto dílech:
- Nadace a Říše

## Pelleas Anthor
Pracuje v konspirační skupince dr. Torana Darella II, provádí analýzu elektroencefalogramu určitých lidí, díky níž se dá odhalit, kdo je pod mentálním vlivem Druhé Nadace. Vyjde však najevo, že Pelleas Anthor je sám členem Druhé Nadace.
Pelleas Anthor vystupuje v těchto dílech:
- Druhá Nadace

## Pherl
Oblíbený rádce askonského velmistra. Nezávislému kupci Linmaru Ponyetsovi se podaří získat Pherla pro výhodný obchod s Nadací, čímž započne oslabení vlivu velmistra a planeta se dostane do sféry Nadace.
Pherl vystupuje v těchto dílech:
- Nadace

## Poly
Služebná v domě doktora Torana Darella II.
Poly vystupuje v těchto dílech:
- Druhá Nadace

## Poly Verisof
Poly Verisof je veleknězem ve vědeckém náboženství budovaném ve 4 královstvích jako prevence proti útoku na Nadaci. Verisof působí na Anacreonu a spolupracuje se Salvorem Hardinem.
Poly Verisof vystupuje v těchto dílech:
- Nadace

## Preem Palver
První Mluvčí Druhé Nadace, devatenáctý v řadě  a přímý potomek Stettina Palvera. Zasloužil se o nasměrování psychohistorického plánu na správnou cestu poté, co byl vážně narušen Mezkem. Dal příležitost Kolu Benjoamovi, aby mu předestřel svůj plán, jak se vypořádat s První Nadací.
Vystupoval ve falešné identitě trantorského zastupitele farmářských družstev a vydal se na Kalgan. Zde se ujal Arkadie Darellové a odvezl ji zpět na Trantor. Poté se vydal na Terminus (jenž byl mezitím ve válce s Kalganem) s nabídkou potravinové pomoci.
Cílem Druhé Nadace bylo vyprovokovat válku První Nadace s Kalganem a odvrátit tak pozornost Terminu od samotné Druhé Nadace. Byl to velmi nejistý záměr, ale nakonec vyšel a Seldonův plán byl zachráněn.
Preem Palver vystupuje v těchto dílech:
- Nadace a Říše
- Druhá Nadace

## Publis Manlio
Kolem roku 155 éry Nadace zastává dva z nejdůležitějších úřadů na Nadaci, ve starostově kabinetu byl ministrem zahraničí a pro všechny ostatní světy s výjimkou Nadace navíc církevním primasem. Má i mnoho dalších titulů spojených s církevní funkcí např. Dodavatel posvátného pokrmu, Pán všech chrámů atd. Spojenec Jorane Sutta.
Publis Manlio vystupuje v těchto dílech:
- Nadace

## Quinber
Desátník Quinber je člen Joranumovy Gardy v Dahlu, ozbrojených milic, které si přivlastnily právo udržovat pořádek v ulicích Dahlu a Billibottonu kolem roku 12 028 galaktické éry. Odvede Raycha Seldona do vazby a posléze předá vzkaz Joranumovi, že se s ním chce Raych Seldon setkat.
Quinber vystupuje v těchto dílech:
- A zrodí se Nadace

## Quindor Shandess
První Mluvčí Druhé Nadace, pětadvacátý v řadě . Jde o funkci vůdce Druhé Nadace, obdoba starosty Terminu. Při jednání 12 zástupců Druhé Nadace (známé jako "Stůl") má slovo jako první. Každý První Mluvčí začíná jako student a nárok na tento post má při vylepšení Seldonova plánu, jež je všeobecně přijato. Mluvčí komunikují mnohem rychleji než v běžné řeči díky telepatii a neverbální komunikaci.
Quindora Shandesse upozorní Mluvčí Stor Gendibal, že Druhé Nadaci (potažmo i První Nadaci) hrozí smrtelné nebezpečí. Shandess jeho tezi přijme a poskytne mu svou maximální podporu, i když to znamená čelit ostatním Mluvčím Stolu, zejména Deloře Delarmiové, která vyvíjí silnou iniciativu proti Gendibalovi.
Quindor Shandess vystupuje v těchto dílech:
- Nadace a Říše

## Randel
Rádce askonského velmistra. Spolu s ostatními rádci a velmistrem se účastní obchodní předváděcí akce nezávislého kupce Nadace Linmara Ponyetse.
Randel vystupuje v těchto dílech:
- Nadace

## Randu
Randu je strýc Torana Darella z planety Haven. Na konferenci 27 Svobodných obchodních světů na planetě Radole se sejde s Manginem z Issu a Ovallem Gri z Mnemonu – představují vlivnou kliku Nezávislých Obchodních světů – kupecké konfederace. Projednávají nestabilní vojenskopolitickou situaci, která se mění ze dne na den. Jejich původním plánem bylo zaútočit na První Nadaci, neboť se domnívají, že je díky svému rozbujelému byrokratickému systému utlačuje. Poté, co se objeví na scéně Mezek, hodlají jej kontaktovat a spojit se s ním ve válce proti Nadaci, avšak když Mezek zaútočí i na Mnemon, jednu z planet Nezávislých obchodních světů, postaví se na stranu Nadace . Poté, co se odpor proti Mezkovi postupně hroutí, pověří Eblinga Mise úkolem nalézt Druhou Nadaci, která jako jediná může zachránit zoufalou situaci. V tom mu mají dopomoci Bayta a Toran Darellovi.
Randu vystupuje v těchto dílech:
- Nadace a Říše

## Rashelle I.
Rashelle I. je dcera starosty trantorského sektoru Wye Mannixe IV., jenž jí předal neoficiálně své pravomoce. V době, kdy nechá dopravit do Wye Hari Seldona, je ženou středních let, mírně zaoblenou s mateřským vzezřením. V mládí milovala přítele z Dahlu, který ji naučil mluvit dahlským slangem. Její otec Mannix IV. jí dal jasně najevo, že takový vztah nelze trpět. Hodlá využít matematikovy psychohistorie pro své ambice usednout na císařský trůn a vrátit tak Wye zašlou slávu. Díky zásahu Eta Demerzela se pokus o státní převrat nezdaří.
Rashelle I. je tetou Gleba Andorina.
Rashelle I. vystupuje v těchto dílech:
- Předehra k Nadaci

## Raych Seldon
Raych Seldon je adoptivním synem zakladatele psychohistorie Hariho Seldona. Pomohl Seldonovi a Dors při jejich cestě po Billibottonu, nebezpečné čtvrti sektoru Dahl na Trantoru. Dělal jim průvodce a posléze se k nim přidal. V té době mu bylo 12 let a mluvil místním nespisovným dialektem.
Zůstal se Seldonem, kterého považoval za svého otce (a Dors za svou matku). Byl jim vděčný, že jej vzali sebou z Billibottonu. Poté pracoval ve státní správě. Napsal knihu o trantorském sektoru Dahlu, která mu přinesla menší popularitu, v důsledku čehož se málo zdržoval doma u rodiny. Se svou manželkou Manellou (roz. Dubanqua) měli 2 dcery – starší Wandu a mladší Bellis. Během úpadku Trantoru odjíždí s rodinou na univerzitu na Santanni, pouze Wanda zůstává se svým dědečkem Hari Seldonem a pomáhá mu s psychohistorickým projektem. Na Santanni vypukne protiříšské povstání a Raych zahyne při obraně univerzity před povstalci. Předtím stihne odeslat Manellu s Bellis kosmickou lodí na Anacreon, ale loď na místo nikdy nedorazí a její osud je neznámý.
Raych Seldon vystupuje v těchto dílech:
- Předehra k Nadaci
- A zrodí se Nadace

## Rial Nevas
Rial Nevas, mladík, který křivě svědčí u soudu v neprospěch Hari Seldona a Stettina Palvera. Nakonec jej soustředěný mentalický tlak Wandy Seldon a Stettina dožene k přiznání pravdy, což vede k osvobození obviněných.
Rial Nevas vystupuje v těchto dílech:
- A zrodí se Nadace

## Rogen Benastra
Rogen Benastra je hlavní seismolog trantorské Streelingské univerzity kolem roku 12 020 galaktické éry. Poté, co se Hari Seldon ztratí během své účasti na meteorologickém výzkumu na kopuli nad Streelingem, kontaktuje Benastru Dors, aby jej angažovala při pátrání po Seldonovi. Benastra využije záznamů z přístrojů a podaří se mu identifikovat místo, kde by se Seldon mohl nacházet.
Rogen Benastra vystupuje v těchto dílech:
- Předehra k Nadaci

## Salvor Hardin
Starosta Terminu, během první Seldonovy krize převezme nenásilně vedení Nadace a provede Nadaci úspěšně první i druhou Seldonovou krizí za pomoci svého zástupce Yohanna Leea. Má v oblibě všelijaké bonmoty a aforismy, např.: "Okaté jednání se vyplácí, obzvláště když vás předchází pověst rafinovaného člověka" , "Nikdy nedopusťte, aby vám morální skrupule zabránily udělat to, co je správné!" .
Salvor Hardin vystupuje v těchto dílech:
- Nadace

## Sander Nee
Sander Nee je člen Joranumovy Gardy v Dahlu (sektor Trantoru), ozbrojených milic, které si přivlastnily právo udržovat pořádek v ulicích Dahlu a Billibottonu kolem roku 12 028 galaktické éry. Poučuje Raycha Seldona během jeho věznění v improvizované cele v Billibottonu o správném chování joranumitů, ale odmítá mu zprostředkovat kontakt s Laskinem Joranumem.
Sander Nee vystupuje v těchto dílech:
- A zrodí se Nadace

## Sarton Bander
Bander je solarianský obyvatel (hermafrodit), rodič Fallom a vládce državy, který se ujme Trevizeho, Pelorata a Bliss, jež při svém pátrání po Zemi navštíví Solarii. Bander hovoří galaxštinou a je zpočátku ochoten se s cizinci podělit o informace a dokonce je provést po svých pozemcích, byť to dle jeho vlastních slov představuje vážné porušení bezpečnosti. Používá „lalokové usměrňovače“, díky nimž může zásobovat energií roboty i ovládat běžné zařízení domu.
Na dotaz ohledně Země a její polohy reaguje solarianský obyvatel zdrženlivě, došlo údajně k válce mezi Zemí a Intermitentními světy, přičemž většina povrchu mateřské planety byla zasažena radioaktivitou. Sám žádné historické záznamy nemá a nedomnívá se, že by obdobné vlastnil kdokoliv jiný. Bander provede trojici po svém rozsáhlém sídle, jehož velká část je v podzemí. Po exkurzi jim oznámí, že odlet ze Solarie je nemožný, neboť představují pro jejich společnost značné riziko. Ne tak ani oni samotní jako spíše fakt, že po dlouhé době znovuobjevili jejich planetu a Solariané si nepřejí další kontakty se zbytkem Galaxie. Bander všem sdělí, že jedinou jejich možností je rychlá smrt. V následujícím střetu se Bliss pomocí své mentální schopnosti pokusí Bandera omráčit, ale neodhadne funkci jeho lalokových usměrňovačů a zabije ho. Energie, kterou Bander dodával sídlu již neproudí a vše se ponoří do tmy. Roboti jsou nehybní, ventilace nefunguje.
Posádka FS Vzdálené hvězdy zachrání z planety solarianské dítě Fallom, vychovávané v izolaci robotickou chůvou Jemby. Fallom by čekala smrt.
Sarton Bander vystupuje v těchto dílech:
- Nadace a Země

## Sef Sermak
Vůdce opoziční Akční strany, kterou založil kolem roku 80 éry Nadace, aby vyjádřil nespokojenost s vládou starosty Terminu Salvorem Hardinem. Není spokojen s Hardinovými ústupky 4 královstvím a vývozu technologií a navrhuje militarizaci Terminu.
Sef Sermak vystupuje v těchto dílech:
- Nadace

## Sennett Forell
Nemanželský syn Hobera Mallowa, velmi zámožný kupec První Nadace, vlastní Obchodní flotilu. Spojí se s ostatními kupci Nadace a společně angažují nezávislého kupce Deverse, jenž poslouží jako vějička pro generála Galaktické říše Bela Riose, jenž ohrožuje První Nadaci.
Sennett Forell vystupuje v těchto dílech:
- Nadace a Říše

## Sluneční pán XIV.
Vládce mykogenského sektoru na Trantoru kolem roku 12 020, kam se uchýlí Hari Seldon s Dors. Chetter Hummin ve snaze zajistit bezpečné místo pro heliconského matematika využije svých bohatých kontaktů a domluví se Slunečním pánem možnost pobytu této dvojice.
Sluneční pán XIV. vystupuje v těchto dílech:
- Předehra k Nadaci

## Smool
Smool je otcem Hiroko na planetě Alfě.
Smool vystupuje v těchto dílech:
- Nadace a Země – zmínka

## Sotayn Quintesetz
Historik z planety Sayshell. Četl vědecké práce dr. Pelorata a hodlal jej navštívit, mezitím jej však Pelorat předběhl a navštívil jej s Trevizem během jejich společného pátrání po Zemi. Dr. Quintesetz jim sdělí mýty o robotech a Intermitentních světech a poskytne několik informací (včetně galaktických souřadnic) o Gaie, avšak od návštěvy této tajuplné planety je odrazuje. Planeta Gaia se jeví jako velmi mocná, několik vyslaných expedic se odtud nevrátilo.
Sotayn Quintesetz vystupuje v těchto dílech:
- Nadace na hranicích

## Sunni
Sunni je dcera Fennela Leemorea, její sestra se jmenuje Tomma.
Sunni vystupuje v těchto dílech:
- Druhá Nadace – zmínka

## Sura Noviová
Sura Noviová je agentka Gaii na planetě Damov (bývalý Trantor), vydává se za prostou venkovanku a nezadanou dívku. Její celé jméno zní Suranoviremblastiran. V dětství jí rodiče říkali Su a kamarádi Vi .
Zachrání Mluvčího Druhé Nadace Stora Gendibala před lynčováním damovským farmářem Karolem Rufirantem. Stor Gendibal se jí pak ujme a zaregistruje, že její mysl byla nepatrně pozměněna, což jej utvrdí v přesvědčení, že ve vesmíru existuje mocná organizace, která manipuluje První i Druhou Nadací podle svého zájmu. Sura cestuje s Gendibalem do hvězdného systému Gaii a odhalí mu, že je součástí většího plánu. Po rozuzlení celé mise mu vymaže vzpomínky týkající se její role v celém plánu a vrátí se s ním na Damov (Trantor).
Sura Noviová vystupuje v těchto dílech:
- Nadace na hranicích

## Stanel VI.
Jeden z císařů první Galaktické Říše, otec Cleona I. Za jeho vlády byla Říše stabilní a nedocházelo ke vzpourám. Trval na uvedení nové technologie antigravitace do praxe, aby se tímto mohl zapsat do historie . Za jeho vlády antigravitaci využívalo několik výtahů, další významnější uplatnění našla až o více než 500 let později, kdy První nadace zkonstruovala pokrokové kosmické lodi s antigravitačním pohonem FS Vzdálená hvězda a FS Jasná hvězda.
Stanel VI. vystupuje v těchto dílech:
- Předehra k Nadaci
- Nadace a Říše – pouze zmínka

## Stettin
Lord Stettin byl vládcem kalganské říše – Prvním Občanem Svazu světů, říše založené Mezkem. Jeho předchůdcem byl Thallos. Stettin byl schopný velitel, zajal nadačního knihovníka Homira Munna a troufl si zaútočit na První Nadaci. Válka se pro něj vyvíjela zpočátku příznivě, ale čím déle se protahovala, tím více ztrácel půdu pod nohama, aby ji nakonec prohrál.
Družka Lorda Stettina se jmenuje Lady Callia a ve skutečnosti je členkou Druhé Nadace.
Prvním ministrem za jeho vlády je Lev Meirus, jenž tuto funkci zastával i za předchozí vlády Lorda Thallose.
Lord Stettin vystupuje v těchto dílech:
- Druhá Nadace

## Stettin Palver
Mladý muž, který se připojí k psychohistorickému projektu Hari Seldona na sklonku jeho života a stane se zároveň jeho osobním strážcem. Hari Seldon je v té době často napadán pro své nepopulární teze možnosti zhroucení Říše, společně s Palverem se octnou i před soudem za napadení. Jsou osvobozeni. Stettin Palver má mentalické schopnosti stejně jako Seldonova vnučka Wanda, s níž se sblíží. Společně vytvoří jádro Druhé Nadace. Předtím, než se připojil k projektu, studoval historii na Langanu.
Stettin Palver vystupuje v těchto dílech:
- A zrodí se Nadace

## Stor Gendibal
Nejmladší Mluvčí Druhé Nadace, doufá, že se stane Prvním Mluvčím. Pro Druhou Nadaci byl získán prostřednictvím agenta, když mu bylo 10 let. Dosahoval pozoruhodných studijních výsledků a v 15 letech vstoupil na Trantorskou Galaktickou univerzitu. Je přesvědčen o svých kvalitách a do 40 let chce být Prvním Mluvčím – vůdcem celé Druhé Nadace .
Jako jediný rozezná nebezpečí hrozící Druhé Nadaci. Zjistí, že obě Nadace jsou pod kontrolou jiné velmi mocné síly, která dohlíží nad bezchybnou realizací Seldonova plánu a právě díky té dokonalosti pojme podezření. Tuto neznámou organizaci pojmenuje První Mluvčí Quindor Shandess (jenž Gendibala plně podporuje) jako Antimezci a Gendibal je vyslán na pátrání do vesmíru. Důležitým bodem v této misi je sledování Golana Trevize, jenž se jeví jako klíčová osoba v celém dění. Organizace Antimezků se později "vybarví" jako planeta Gaia.
Stor Gendibal vystupuje v těchto dílech:
- Nadace a Říše

## Šedý mrak 5
Novic společenství Bratrstva mykogenského sektoru na Trantoru. Je k službám Harimu Seldonovi a Dors během jejich pobytu na Mykogenu.
Stor Gendibal vystupuje v těchto dílech:
- Předehra k Nadaci

## Tamwile Elar
Matematik původem z trantorského sektoru Mandanov. K psychohistorickému projektu Hari Seldona a Yugo Amaryla se připojil ve svých 32 letech. Vysoký muž s delšími vlnitými vlasy, velkou dávkou sebevědomí a hlasitým smíchem. Navrhl achaotické rovnice a vypracoval teoretické základy pro přístroj zvaný elektročistič (jenž podle nich zkonstruovala Cindy Monay). V projektu působí jako špeh pro vládu vojenské junty. Junta chce odstranit z vedení projektu Hari Seldona a dosadit tam svého člověka. Elar odhalí, že Dors Venabili je robot a pokusí se jí pomocí elektročističe odstranit, což se mu podaří, Dors jej však stihne zabít, než přestane fungovat.
Tamwile Elar vystupuje v těchto dílech:
- A zrodí se Nadace

## Tapper Savand
Tapper Savand byl vrchním zahradníkem na trantorských císařských pozemcích, pocházel z Anacreonu. Kolem roku 11 938 galaktické éry navrhl geometrii císařských pozemků. Za tuto činnost jej obdivoval Mandell Gruber, zahradník za éry Cleona I.
Tapper Savand vystupuje v těchto dílech:
- A zrodí se Nadace – zmínka

## Tejan Popjens Lih
Soudkyně na Trantoru, pochází z planety Lystena. Má pověst vynikající soudkyně, ale je trochu marnivá. Vede výslech Hari Seldona, jenž je křivě obviněn z napadení kolem roku 12 058.
Tejan Popjens Lih vystupuje v těchto dílech:
- A zrodí se Nadace

## Terep Bindris
Finanční makléř, jehož žádá Hari Seldon v nouzi o dotaci na svůj psychohistorický projekt – neúspěšně.
Terep Bindris vystupuje v těchto dílech:
- A zrodí se Nadace

## Thallos
Lord Thallos byl vládcem kalganské říše – Prvním Občanem Svazu světů, říše, již založil Mezek. Jeho nástupcem byl Lord Stettin.
Thallos vystupuje v těchto dílech:
- Druhá Nadace – zmínka

## Theo Aporat
Theo Aporat je jeden z nejvýše postavených kněží na Anacreonu ve vědeckém náboženství sloužícím Nadaci jako protekce před napadením. A právě útok na Nadaci plánuje regent Wienis i díky přírůstku do své válečné flotily – starého říšského kosmického křižníku. Aporat slouží na lodi jako duchovní a v rozhodující moment vyvolá vzpouru proti vojenskému veliteli, čímž odvrátí útok na Terminus.
Theo Aporat vystupuje v těchto dílech:
- Nadace

## Tinter
Poručík na kosmické lodi "Vzdálená hvězda" Hobera Mallowa.
Tinter vystupuje v těchto dílech:
- Nadace

## Tipellum
Mladší důstojník Nadačního válečného loďstva během války s Kalganem (éra kalganského Lorda Stettina).
Tipellum vystupuje v těchto dílech:
- Druhá Nadace

## Tomaz Sutt
Kolem roku 50 éry Nadace člen Poručenské rady Nadace – vedoucího politického útvaru na Terminu, encyklopedista. Podporuje předsedu Lewise Pirenna a Hardinovo varování před blížící se krizí nebere vážně.
Tomaz Sutt vystupuje v těchto dílech:
- Nadace

## Tomma
Tomma je dcera Fennela Leemorea, její sestra se jmenuje Sunni.
Tomma vystupuje v těchto dílech:
- Druhá Nadace – zmínka

## Toran Darell II.
Toran Darell II. je synem Bayty a Torana Darellových, má dceru Arkadii Darellovou. Ve svých dvaačtyřiceti letech již byl šedovlasý, což jej činilo starším. Spolupracoval 5 let s dr. Kleisem na elektroencefalografii na Santanniské univerzitě, po jeho smrti byl považován za nejlepšího elektroneurologa v Galaxii . S dr. Kleisem se po čase rozešel, neboť mezi nimi zavládla názorová neshoda.
Hodlá využít elektroencefalografie k odhalení členů Druhé Nadace, neboť v První Nadaci se již dostala do povědomí zpráva, že Druhá Nadace ovlivňuje běh dějin. Založí konspirační skupinku složenou kromě jeho osoby ještě z těchto členů: Pelleas Anthor, Elvett Semic, Jole Turbor, Homir Munn. Nakonec odhalí pravou totožnost Pellease Anthora – příslušníka Druhé Nadace.
Toran Darell II. vystupuje v těchto dílech:
- Druhá Nadace

## Tryma Acarnio
Vrchní knihovník v trantorské Galaktické knihovně, ve funkci po Lasi Zenowovi. Zpočátku zamítne žádost Hari Seldona o poskytnutí podpory psychohistorickému projektu, ale po mentalickém pobídnutí od Stettina Palvera a Wandy Seldon souhlasí s poskytnutím prostor v knihovně celému Seldonovu týmu.
Tryma Acarnio vystupuje v těchto dílech:
- A zrodí se Nadace

## Upšur
Člen posádky na kosmické lodi "Vzdálená hvězda" Hobera Mallowa.
Upšur vystupuje v těchto dílech:
- Nadace

## Vasil Deniador
Vasil Deniador je historik z Comporellonu, jehož navštíví Golan Trevize s Janovem Peloratem během svého pátrání po Zemi. Deniador jim poskytne informace o Intermitentních planetách a rané kolonizaci vesmíru. Taktéž jim poskytne galaktografické souřadnice tří Intermitentních planet – Aurory, Solarie a Melpomenie.
Vasil Deniador vystupuje v těchto dílech:
- Nadace a Země

## Vrank
Vrank je říšským vojenským poručíkem, slouží pod velením generála Bela Riose.
Vrank vystupuje v těchto dílech:
- Nadace a Říše

## Walto
Člen opoziční Akční strany, kterou založil kolem roku 80 éry Nadace Sef Sermak.
Walto vystupuje v těchto dílech:
- Nadace

## Wanda Seldon
Wanda Seldon je vnučka Hariho Seldona, disponuje mentalickými schopnostmi, tedy takovými, které budou třeba u členů Druhé Nadace. Má blízký vztah k Hari Seldonovi a když její rodiče Raych a Manella s mladší sestrou Bellis hodlají odcestovat na Santanni, ona se rozhodne zůstat s Harim a pomáhat mu v psychohistorickém projektu. Společně se Stettinem Palverem vytvoří základy Druhé Nadace.
Wanda Seldon vystupuje v těchto dílech:
- A zrodí se Nadace

## Wiennis
Wienis, princ regent anacreonský, nejmocnější osoba na Anacreonu kolem roku 80 éry Nadace. Zákeřný a mocichtivý člověk, strýc mladého krále Lepolda I. Je aktérem druhé Seldonovy krize, když vyprovokuje svého synovce k akci proti Nadaci. Akce je díky předvídavosti Salvora Hardina – starosty Nadace – neúspěšná.
Wiennis vystupuje v těchto dílech:
- Nadace

## Willig
Člen podzemního odboje proti Mezkovi během jeho okupace Nadace. Vstoupil do Mezkových služeb.
Willig vystupuje v těchto dílech:
- Nadace a Říše – zmínka

## Wiskard
Říšský vicekrál, jenž zatoužil po císařském trůnu. Povstala proti němu celá planeta Siwenna. Zbytky jeho armády ohrožovaly kolem roku 155 éry Nadace obchod mezi Červenými hvězdami.
Wiskard vystupuje v těchto dílech:
- Nadace – zmínka

## Yate Fulham
Kolem roku 50 éry Nadace člen Poručenské rady Nadace – vedoucího politického útvaru na Terminu, encyklopedista. Podporuje předsedu Lewise Pirenna a Hardinovo varování před blížící se krizí nebere vážně.
Yate Fulham vystupuje v těchto dílech:
- Nadace

## Yohann Lee
Přítel a zástupce Salvora Hardina. Stojí věrně při něm během první i druhé Seldonovy krize. Během druhé krize navrhuje uvěznit vůdce opoziční Akční strany Sefa Sermaka a tím odstranit riziko převratu, avšak Salvor Hardin nesouhlasí.
Yohann Lee vystupuje v těchto dílech:
- Nadace

## Yugo Amaryl
Yugo Amaryl je blízký spolupracovník Hariho Seldona při vývoji psychohistorie. Matematik, který se narodil v trantorském sektoru Dahlu. S Hari Seldonem se seznámil, když jej poznal při Seldonově exkurzi v dahlanské jámě na výrobu elektrické energie, kde pracoval. Spolu s Hari Seldonem tvoří základní pilíř psychohistorického projektu na Streelingské univerzitě. Psychohistorii odevzdává veškerý svůj čas, je zaníceným matematikem. Slovo dovolená nechce ani slyšet. Umírá dříve než jeho přítel Hari Seldon, před smrtí se od něj dozví pozitivní zprávu, Druhá Nadace (kterou sám navrhl) je blízko k realizaci.
Yugo Amaryl vystupuje v těchto dílech:
- Předehra k Nadaci
- A zrodí se Nadace